# Lijst van Australian Openwinnaars
Dit is de Lijst van winnaars van het Australian Open tennistoernooi sinds 1905, aangevuld met de verliezend finalisten.

## Mannenenkelspel
| Jaar              | Winnaar                                                               | Verliezend finalist                                                   | Uitslag                                                               |
| ----------------- | --------------------------------------------------------------------- | --------------------------------------------------------------------- | --------------------------------------------------------------------- |
| 1905              | Rodney Heath                                                          | Arthur Curtis                                                         | 4-6, 6-3, 6-4, 6-4                                                    |
| 1906              | Anthony Wilding                                                       | Francis Fisher                                                        | 6-0, 6-4, 6-4                                                         |
| 1907              | Horace Rice                                                           | Harry Parker                                                          | 6-3, 6-4, 6-4                                                         |
| 1908              | Fred Alexander                                                        | Alfred Dunlop                                                         | 3-6, 3-6, 6-0, 6-2, 6-3                                               |
| 1909              | Anthony Wilding                                                       | Ernie Parker                                                          | 6-1, 7-5, 6-2                                                         |
| 1910              | Rodney Heath                                                          | Horace Rice                                                           | 6-4, 6-3, 6-2                                                         |
| 1911              | Norman Brookes                                                        | Horace Rice                                                           | 6-1, 6-2, 6-3                                                         |
| 1912              | James Cecil Parke                                                     | Alfred Beamish                                                        | 3-6, 6-3, 1-6, 6-1, 7-5                                               |
| 1913              | Ernie Parker                                                          | Harry Parker                                                          | 2-6, 6-1, 6-3, 6-2                                                    |
| 1914              | Arthur O'Hara Wood                                                    | Gerald Patterson                                                      | 6-4, 6-3, 5-7, 6-1                                                    |
| 1915              | Gordon Lowe                                                           | Horace Rice                                                           | 4-6, 6-1, 6-1, 6-4                                                    |
| 1916–1918         | Geen toernooi wegens de Eerste Wereldoorlog                           | Geen toernooi wegens de Eerste Wereldoorlog                           | Geen toernooi wegens de Eerste Wereldoorlog                           |
| 1919              | Algernon Kingscote                                                    | Eric Pockley                                                          | 6-4, 6-0, 6-3                                                         |
| 1920              | Pat O'Hara Wood                                                       | Ronald Thomas                                                         | 6-3, 4-6, 6-8, 6-1, 6-3                                               |
| 1921              | Rhys Gemmell                                                          | Alf Hedeman                                                           | 7-5, 6-1, 6-4                                                         |
| 1922              | James Anderson                                                        | Gerald Patterson                                                      | 6-0, 3-6, 3-6, 6-3, 6-2                                               |
| 1923              | Pat O'Hara Wood                                                       | Bert St. John                                                         | 6-1, 6-1, 6-3                                                         |
| 1924              | James Anderson                                                        | Richard Schlesinger                                                   | 6-3, 6-4, 3-6, 5-7, 6-3                                               |
| 1925              | James Anderson                                                        | Gerald Patterson                                                      | 11-9, 2-6, 6-2, 6-3                                                   |
| 1926              | John Hawkes                                                           | James Willard                                                         | 6-1, 6-3, 6-1                                                         |
| 1927              | Gerald Patterson                                                      | John Hawkes                                                           | 3-6, 6-4, 3-6, 18-16, 6-3                                             |
| 1928              | Jean Borotra                                                          | Jack Cummings                                                         | 6-4, 6-1, 4-6, 5-7, 6-3                                               |
| 1929              | Colin Gregory                                                         | Richard Schlesinger                                                   | 6-2, 6-2, 5-7, 7-5                                                    |
| 1930              | Edgar Moon                                                            | Harry Hopman                                                          | 6-3, 6-1, 6-3                                                         |
| 1931              | Jack Crawford                                                         | Harry Hopman                                                          | 6-4, 6-2, 2-6, 6-1                                                    |
| 1932              | Jack Crawford                                                         | Harry Hopman                                                          | 4-6, 6-3, 3-6, 6-3, 6-1                                               |
| 1933              | Jack Crawford                                                         | Keith Gledhill                                                        | 2-6, 7-5, 6-3, 6-2                                                    |
| 1934              | Fred Perry                                                            | Jack Crawford                                                         | 6-3, 7-5, 6-1                                                         |
| 1935              | Jack Crawford                                                         | Fred Perry                                                            | 2-6, 6-4, 6-4, 6-4                                                    |
| 1936              | Adrian Quist                                                          | Jack Crawford                                                         | 6-2, 6-3, 4-6, 3-6, 9-7                                               |
| 1937              | Vivian McGrath                                                        | John Bromwich                                                         | 6-3, 1-6, 6-0, 2-6, 6-1                                               |
| 1938              | Don Budge                                                             | John Bromwich                                                         | 6-4, 6-2, 6-1                                                         |
| 1939              | John Bromwich                                                         | Adrian Quist                                                          | 6-4, 6-1, 6-3                                                         |
| 1940              | Adrian Quist                                                          | Jack Crawford                                                         | 6-3, 6-1, 6-2                                                         |
| 1941–1945         | Geen toernooi wegens de Tweede Wereldoorlog                           | Geen toernooi wegens de Tweede Wereldoorlog                           | Geen toernooi wegens de Tweede Wereldoorlog                           |
| 1946              | John Bromwich                                                         | Dinny Pails                                                           | 5-7, 6-3, 7-5, 3-6, 6-2                                               |
| 1947              | Dinny Pails                                                           | John Bromwich                                                         | 4-6, 6-4, 3-6, 7-5, 8-6                                               |
| 1948              | Adrian Quist                                                          | John Bromwich                                                         | 6-4, 3-6, 6-3, 2-6, 6-3                                               |
| 1949              | Frank Sedgman                                                         | John Bromwich                                                         | 6-3, 6-2, 6-2                                                         |
| 1950              | Frank Sedgman                                                         | Ken McGregor                                                          | 6-3, 6-4, 4-6, 6-1                                                    |
| 1951              | Dick Savitt                                                           | Ken McGregor                                                          | 6-3, 2-6, 6-3, 6-1                                                    |
| 1952              | Ken McGregor                                                          | Frank Sedgman                                                         | 7-5, 12-10, 2-6, 6-2                                                  |
| 1953              | Ken Rosewall                                                          | Mervyn Rose                                                           | 6-0, 6-3, 6-4                                                         |
| 1954              | Mervyn Rose                                                           | Rex Hartwig                                                           | 6-2, 0-6, 6-4, 6-2                                                    |
| 1955              | Ken Rosewall                                                          | Lew Hoad                                                              | 9-7, 6-4, 6-4                                                         |
| 1956              | Lew Hoad                                                              | Ken Rosewall                                                          | 6-4, 3-6, 6-4, 7-5                                                    |
| 1957              | Ashley Cooper                                                         | Neale Fraser                                                          | 6-3, 9-11, 6-4, 6-2                                                   |
| 1958              | Ashley Cooper                                                         | Malcolm Anderson                                                      | 7-5, 6-3, 6-4                                                         |
| 1959              | Alex Olmedo                                                           | Neale Fraser                                                          | 6-1, 6-2, 3-6, 6-3                                                    |
| 1960              | Rod Laver                                                             | Neale Fraser                                                          | 5-7, 3-6, 6-3, 8-6, 8-6                                               |
| 1961              | Roy Emerson                                                           | Rod Laver                                                             | 1-6, 6-3, 7-5, 6-4                                                    |
| 1962              | Rod Laver                                                             | Roy Emerson                                                           | 8-6, 0-6, 6-4, 6-4                                                    |
| 1963              | Roy Emerson                                                           | Ken Fletcher                                                          | 6-3, 6-3, 6-1                                                         |
| 1964              | Roy Emerson                                                           | Fred Stolle                                                           | 6-3, 6-4, 6-2                                                         |
| 1965              | Roy Emerson                                                           | Fred Stolle                                                           | 7-9, 2-6, 6-4, 7-5, 6-1                                               |
| 1966              | Roy Emerson                                                           | Arthur Ashe                                                           | 6-4, 6-8, 6-2, 6-3                                                    |
| 1967              | Roy Emerson                                                           | Arthur Ashe                                                           | 6-4, 6-1, 6-4                                                         |
| 1968              | Bill Bowrey                                                           | Juan Gisbert                                                          | 7-5, 2-6, 9-7, 6-4                                                    |
| ↓ open tijdperk ↓ |                                                                       |                                                                       |                                                                       |
| 1969              | Rod Laver                                                             | Andrés Gimeno                                                         | 6-3, 6-4, 7-5                                                         |
| 1970              | Arthur Ashe                                                           | Dick Crealy                                                           | 6-4, 9-7, 6-2                                                         |
| 1971              | Ken Rosewall                                                          | Arthur Ashe                                                           | 6-1, 7-5, 6-3                                                         |
| 1972              | Ken Rosewall                                                          | Malcolm Anderson                                                      | 7-6, 6-3, 7-5                                                         |
| 1973              | John Newcombe                                                         | Onny Parun                                                            | 6-3, 6-7, 7-5, 6-1                                                    |
| 1974              | Jimmy Connors                                                         | Phil Dent                                                             | 7-6, 6-4, 4-6, 6-3                                                    |
| 1975              | John Newcombe                                                         | Jimmy Connors                                                         | 7-5, 3-6, 6-4, 7-6                                                    |
| 1976              | Mark Edmondson                                                        | John Newcombe                                                         | 6-7, 6-3, 7-6, 6-1                                                    |
| 1977 jan          | Roscoe Tanner                                                         | Guillermo Vilas                                                       | 6-3, 6-3, 6-3                                                         |
| 1977 dec          | Vitas Gerulaitis                                                      | John Lloyd                                                            | 6-3, 7-6, 5-7, 3-6, 6-2                                               |
| 1978              | Guillermo Vilas                                                       | John Marks                                                            | 6-4, 6-4, 3-6, 6-3                                                    |
| 1979              | Guillermo Vilas                                                       | John Sadri                                                            | 7-6, 6-3, 6-2                                                         |
| 1980              | Brian Teacher                                                         | Kim Warwick                                                           | 7-5, 7-6, 6-3                                                         |
| 1981              | Johan Kriek                                                           | Steve Denton                                                          | 6-2, 7-6, 6-7, 6-4                                                    |
| 1982              | Johan Kriek                                                           | Steve Denton                                                          | 6-3, 6-3, 6-2                                                         |
| 1983              | Mats Wilander                                                         | Ivan Lendl                                                            | 6-1, 6-4, 6-4                                                         |
| 1984              | Mats Wilander                                                         | Kevin Curren                                                          | 6-7, 6-4, 7-6, 6-2                                                    |
| 1985              | Stefan Edberg                                                         | Mats Wilander                                                         | 6-4, 6-3, 6-3                                                         |
| 1986              | Geen toernooi vanwege verplaatsing toernooi van december naar januari | Geen toernooi vanwege verplaatsing toernooi van december naar januari | Geen toernooi vanwege verplaatsing toernooi van december naar januari |
| 1987              | Stefan Edberg                                                         | Pat Cash                                                              | 6-3, 6-4, 3-6, 5-7, 6-3                                               |
| 1988              | Mats Wilander                                                         | Pat Cash                                                              | 6-3, 6-7, 3-6, 6-1, 8-6                                               |
| 1989              | Ivan Lendl                                                            | Miloslav Mečíř                                                        | 6-2, 6-2, 6-2                                                         |
| 1990              | Ivan Lendl                                                            | Stefan Edberg                                                         | 4-6, 7-6, 5-2 r                                                       |
| 1991              | Boris Becker                                                          | Ivan Lendl                                                            | 1-6, 6-4, 6-4, 6-4                                                    |
| 1992              | Jim Courier                                                           | Stefan Edberg                                                         | 6-3, 3-6, 6-4, 6-2                                                    |
| 1993              | Jim Courier                                                           | Stefan Edberg                                                         | 6-2, 6-1, 2-6, 7-5                                                    |
| 1994              | Pete Sampras                                                          | Todd Martin                                                           | 7-6, 6-4, 6-4                                                         |
| 1995              | Andre Agassi                                                          | Pete Sampras                                                          | 4-6, 6-1, 7-6, 6-4                                                    |
| 1996              | Boris Becker                                                          | Michael Chang                                                         | 6-2, 6-4, 2-6, 6-2                                                    |
| 1997              | Pete Sampras                                                          | Carlos Moyá                                                           | 6-2, 6-3, 6-3                                                         |
| 1998              | Petr Korda                                                            | Marcelo Ríos                                                          | 6-2, 6-2, 6-2                                                         |
| 1999              | Jevgeni Kafelnikov                                                    | Thomas Enqvist                                                        | 4-6, 6-0, 6-3, 7-6                                                    |
| 2000              | Andre Agassi                                                          | Jevgeni Kafelnikov                                                    | 3-6, 6-3, 6-2, 6-4                                                    |
| 2001              | Andre Agassi                                                          | Arnaud Clément                                                        | 6-4, 6-2, 6-2                                                         |
| 2002              | Thomas Johansson                                                      | Marat Safin                                                           | 3-6, 6-4, 6-4, 7-6                                                    |
| 2003              | Andre Agassi                                                          | Rainer Schüttler                                                      | 6-2, 6-2, 6-1                                                         |
| 2004              | Roger Federer                                                         | Marat Safin                                                           | 7-6, 6-4, 6-2                                                         |
| 2005              | Marat Safin                                                           | Lleyton Hewitt                                                        | 1-6, 6-3, 6-4, 6-4                                                    |
| 2006              | Roger Federer                                                         | Marcos Baghdatis                                                      | 5-7, 7-5, 6-0, 6-2                                                    |
| 2007              | Roger Federer                                                         | Fernando González                                                     | 7-6, 6-4, 6-4                                                         |
| 2008              | Novak Đoković                                                         | Jo-Wilfried Tsonga                                                    | 4-6, 6-4, 6-3, 7-6                                                    |
| 2009              | Rafael Nadal                                                          | Roger Federer                                                         | 7-5, 3-6, 7-6, 3-6, 6-2                                               |
| 2010              | Roger Federer                                                         | Andy Murray                                                           | 6-3, 6-4, 7-6                                                         |
| 2011              | Novak Đoković                                                         | Andy Murray                                                           | 6-4, 6-2, 6-3                                                         |
| 2012              | Novak Đoković                                                         | Rafael Nadal                                                          | 5-7, 6-4, 6-2, 6-7, 7-5                                               |
| 2013              | Novak Đoković                                                         | Andy Murray                                                           | 6-7, 7-6, 6-3, 6-2                                                    |
| 2014              | Stanislas Wawrinka                                                    | Rafael Nadal                                                          | 6-3, 6-2, 3-6, 6-2                                                    |
| 2015              | Novak Đoković                                                         | Andy Murray                                                           | 7-6, 6-7, 6-3, 6-0                                                    |
| 2016              | Novak Đoković                                                         | Andy Murray                                                           | 6-1, 7-5, 7-6                                                         |
| 2017              | Roger Federer                                                         | Rafael Nadal                                                          | 6-4, 3-6, 6-1, 3-6, 6-3                                               |
| 2018              | Roger Federer                                                         | Marin Čilić                                                           | 6-2, 6-7, 6-3, 3-6, 6-1                                               |
| 2019              | Novak Đoković                                                         | Rafael Nadal                                                          | 6-3, 6-2, 6-3                                                         |
| 2020              | Novak Đoković                                                         | Dominic Thiem                                                         | 6-4, 4-6, 2-6, 6-3, 6-4                                               |
| 2021              | Novak Đoković                                                         | Daniil Medvedev                                                       | 7-5, 6-2, 6-2                                                         |
| 2022              | Rafael Nadal                                                          | Daniil Medvedev                                                       | 2-6, 6-7, 6-4, 6-4, 7-5                                               |
| 2023              | Novak Đoković                                                         | Stéfanos Tsitsipás                                                    | 6-3, 7-6, 7-6                                                         |
| 2024              | Jannik Sinner                                                         | Daniil Medvedev                                                       | 3-6, 3-6, 6-4, 6-4, 6-3                                               |
| 2025              | Jannik Sinner                                                         | Alexander Zverev                                                      | 6-3, 7-6, 6-3                                                         |

## Vrouwenenkelspel
| Jaar              | Winnares                                                              | Verliezend finaliste                                                  | Uitslag                                                               |
| ----------------- | --------------------------------------------------------------------- | --------------------------------------------------------------------- | --------------------------------------------------------------------- |
| 1922              | Margaret Molesworth                                                   | Esna Boyd Robertson                                                   | 6-3, 10-8                                                             |
| 1923              | Margaret Molesworth                                                   | Esna Boyd Robertson                                                   | 6-1, 7-5                                                              |
| 1924              | Sylvia Lance Harper                                                   | Esna Boyd Robertson                                                   | 6-3, 3-6, 8-6                                                         |
| 1925              | Daphne Akhurst                                                        | Esna Boyd Robertson                                                   | 1-6, 8-6, 6-4                                                         |
| 1926              | Daphne Akhurst                                                        | Esna Boyd Robertson                                                   | 6-1, 6-3                                                              |
| 1927              | Esna Boyd Robertson                                                   | Sylvia Lance Harper                                                   | 5-7, 6-1, 6-2                                                         |
| 1928              | Daphne Akhurst                                                        | Esna Boyd Robertson                                                   | 7-5, 6-2                                                              |
| 1929              | Daphne Akhurst                                                        | Louise Bickerton                                                      | 6-1, 5-7, 6-2                                                         |
| 1930              | Daphne Akhurst                                                        | Sylvia Lance Harper                                                   | 10-8, 2-6, 7-5                                                        |
| 1931              | Coral Buttsworth                                                      | Marjorie Cox-Crawford                                                 | 1-6, 6-3, 6-4                                                         |
| 1932              | Coral Buttsworth                                                      | Kathrine Le Mesurier                                                  | 9-7, 6-4                                                              |
| 1933              | Joan Hartigan Bathurst                                                | Coral Buttsworth                                                      | 6-4, 6-3                                                              |
| 1934              | Joan Hartigan Bathurst                                                | Margaret Molesworth                                                   | 6-1, 6-4                                                              |
| 1935              | Dorothy Round                                                         | Nancy Lyle                                                            | 1-6, 6-1, 6-3                                                         |
| 1936              | Joan Hartigan Bathurst                                                | Nancye Wynne                                                          | 6-4, 6-4                                                              |
| 1937              | Nancye Wynne                                                          | Emily Hood-Westacott                                                  | 6-3, 5-7, 6-4                                                         |
| 1938              | Dorothy Cheney                                                        | Dorothy Stevenson                                                     | 6-3, 6-2                                                              |
| 1939              | Emily Hood-Westacott                                                  | Nell Hall-Hopman                                                      | 6-1, 6-2                                                              |
| 1940              | Nancye Wynne                                                          | Thelma Coyne-Long                                                     | 5-7, 6-4, 6-0                                                         |
| 1941–1945         | Geen toernooi wegens de Tweede Wereldoorlog                           | Geen toernooi wegens de Tweede Wereldoorlog                           | Geen toernooi wegens de Tweede Wereldoorlog                           |
| 1946              | Nancye Wynne-Bolton                                                   | Joyce Fitch                                                           | 6-4, 6-4                                                              |
| 1947              | Nancye Wynne-Bolton                                                   | Nell Hall-Hopman                                                      | 6-3, 6-2                                                              |
| 1948              | Nancye Wynne-Bolton                                                   | Marie Toomey                                                          | 6-3, 6-1                                                              |
| 1949              | Doris Hart                                                            | Nancye Wynne-Bolton                                                   | 6-3, 6-4                                                              |
| 1950              | Louise Brough                                                         | Doris Hart                                                            | 6-4, 3-6, 6-4                                                         |
| 1951              | Nancye Wynne-Bolton                                                   | Thelma Coyne-Long                                                     | 6-1, 7-5                                                              |
| 1952              | Thelma Coyne-Long                                                     | Helen Angwin                                                          | 6-2, 6-3                                                              |
| 1953              | Maureen Connolly                                                      | Julia Sampson                                                         | 6-3, 6-2                                                              |
| 1954              | Thelma Coyne-Long                                                     | Jenny Staley                                                          | 6-3, 6-4                                                              |
| 1955              | Beryl Penrose                                                         | Thelma Coyne-Long                                                     | 6-4, 6-3                                                              |
| 1956              | Mary Carter                                                           | Thelma Coyne-Long                                                     | 3-6, 6-2, 9-7                                                         |
| 1957              | Shirley Fry                                                           | Althea Gibson                                                         | 6-3, 6-4                                                              |
| 1958              | Angela Mortimer                                                       | Lorraine Coghlan                                                      | 6-3, 6-4                                                              |
| 1959              | Mary Carter-Reitano                                                   | Renée Schuurman                                                       | 6-2, 6-3                                                              |
| 1960              | Margaret Smith                                                        | Jan Lehane                                                            | 7-5, 6-2                                                              |
| 1961              | Margaret Smith                                                        | Jan Lehane                                                            | 6-1, 6-4                                                              |
| 1962              | Margaret Smith                                                        | Jan Lehane                                                            | 6-0, 6-2                                                              |
| 1963              | Margaret Smith                                                        | Jan Lehane                                                            | 6-2, 6-2                                                              |
| 1964              | Margaret Smith                                                        | Lesley Turner-Bowrey                                                  | 6-3, 6-2                                                              |
| 1965              | Margaret Smith                                                        | Maria Bueno                                                           | 5-7, 6-4, 5-2, opg.                                                   |
| 1966              | Margaret Smith                                                        | Nancy Richey                                                          | walk-over                                                             |
| 1967              | Nancy Richey                                                          | Lesley Turner-Bowrey                                                  | 6-1, 6-4                                                              |
| 1968              | Billie Jean King                                                      | Margaret Court                                                        | 6-1, 6-2                                                              |
| ↓ open tijdperk ↓ |                                                                       |                                                                       |                                                                       |
| 1969              | Margaret Court                                                        | Billie Jean King                                                      | 6-4, 6-1                                                              |
| 1970              | Margaret Court                                                        | Kerry Melville                                                        | 6-1, 6-3                                                              |
| 1971              | Margaret Court                                                        | Evonne Goolagong-Cawley                                               | 2-6, 7-6, 7-5                                                         |
| 1972              | Virginia Wade                                                         | Evonne Goolagong-Cawley                                               | 6-4, 6-4                                                              |
| 1973              | Margaret Court                                                        | Evonne Goolagong-Cawley                                               | 6-4, 7-5                                                              |
| 1974              | Evonne Goolagong-Cawley                                               | Chris Evert                                                           | 7-6, 4-6, 6-0                                                         |
| 1975              | Evonne Goolagong-Cawley                                               | Martina Navrátilová                                                   | 6-3, 6-2                                                              |
| 1976              | Evonne Goolagong-Cawley                                               | Renáta Tomanová                                                       | 6-2, 6-2                                                              |
| 1977 jan          | Kerry Melville-Reid                                                   | Dianne Fromholtz                                                      | 7-5, 6-2                                                              |
| 1977 dec          | Evonne Goolagong-Cawley                                               | Helen Gourlay-Cawley                                                  | 6-3, 6-0                                                              |
| 1978              | Chris O'Neil                                                          | Betsy Nagelsen                                                        | 6-3, 7-6                                                              |
| 1979              | Barbara Jordan                                                        | Sharon Walsh                                                          | 6-3, 6-3                                                              |
| 1980              | Hana Mandlíková                                                       | Wendy Turnbull                                                        | 6-0, 7-5                                                              |
| 1981              | Martina Navrátilová                                                   | Chris Evert                                                           | 6-7, 6-4, 7-5                                                         |
| 1982              | Chris Evert                                                           | Martina Navrátilová                                                   | 6-3, 2-6, 6-3                                                         |
| 1983              | Martina Navrátilová                                                   | Kathy Jordan                                                          | 6-2, 7-6                                                              |
| 1984              | Chris Evert                                                           | Helena Suková                                                         | 6-7, 6-1, 6-3                                                         |
| 1985              | Martina Navrátilová                                                   | Chris Evert                                                           | 6-2, 4-6, 6-2                                                         |
| 1986              | Geen toernooi vanwege verplaatsing toernooi van december naar januari | Geen toernooi vanwege verplaatsing toernooi van december naar januari | Geen toernooi vanwege verplaatsing toernooi van december naar januari |
| 1987              | Hana Mandlíková                                                       | Martina Navrátilová                                                   | 7-5, 7-6                                                              |
| 1988              | Steffi Graf                                                           | Chris Evert                                                           | 6-1, 7-6                                                              |
| 1989              | Steffi Graf                                                           | Helena Suková                                                         | 6-4, 6-4                                                              |
| 1990              | Steffi Graf                                                           | Mary Joe Fernandez                                                    | 6-3, 6-4                                                              |
| 1991              | Monica Seles                                                          | Jana Novotná                                                          | 5-7, 6-3, 6-1                                                         |
| 1992              | Monica Seles                                                          | Mary Joe Fernandez                                                    | 6-2, 6-3                                                              |
| 1993              | Monica Seles                                                          | Steffi Graf                                                           | 4-6, 6-3, 6-2                                                         |
| 1994              | Steffi Graf                                                           | Arantxa Sánchez Vicario                                               | 6-0, 6-2                                                              |
| 1995              | Mary Pierce                                                           | Arantxa Sánchez Vicario                                               | 6-3, 6-2                                                              |
| 1996              | Monica Seles                                                          | Anke Huber                                                            | 6-4, 6-1                                                              |
| 1997              | Martina Hingis                                                        | Mary Pierce                                                           | 6-2, 6-2                                                              |
| 1998              | Martina Hingis                                                        | Conchita Martínez                                                     | 6-3, 6-3                                                              |
| 1999              | Martina Hingis                                                        | Amélie Mauresmo                                                       | 6-2, 6-3                                                              |
| 2000              | Lindsay Davenport                                                     | Martina Hingis                                                        | 6-2, 7-5                                                              |
| 2001              | Jennifer Capriati                                                     | Martina Hingis                                                        | 6-4, 6-3                                                              |
| 2002              | Jennifer Capriati                                                     | Martina Hingis                                                        | 4-6, 7-6, 6-2                                                         |
| 2003              | Serena Williams                                                       | Venus Williams                                                        | 7-6, 3-6, 6-4                                                         |
| 2004              | Justine Henin                                                         | Kim Clijsters                                                         | 6-3, 4-6, 6-3                                                         |
| 2005              | Serena Williams                                                       | Lindsay Davenport                                                     | 2-6, 6-3, 6-0                                                         |
| 2006              | Amélie Mauresmo                                                       | Justine Henin                                                         | 6-1, 2-0, opg.                                                        |
| 2007              | Serena Williams                                                       | Maria Sjarapova                                                       | 6-1, 6-2                                                              |
| 2008              | Maria Sjarapova                                                       | Ana Ivanović                                                          | 7-5, 6-3                                                              |
| 2009              | Serena Williams                                                       | Dinara Safina                                                         | 6-0, 6-3                                                              |
| 2010              | Serena Williams                                                       | Justine Henin                                                         | 6-4, 3-6, 6-2                                                         |
| 2011              | Kim Clijsters                                                         | Li Na                                                                 | 3-6, 6-3, 6-3                                                         |
| 2012              | Viktoryja Azarenka                                                    | Maria Sjarapova                                                       | 6-3, 6-0                                                              |
| 2013              | Viktoryja Azarenka                                                    | Li Na                                                                 | 4-6, 6-4, 6-3                                                         |
| 2014              | Li Na                                                                 | Dominika Cibulková                                                    | 7-6, 6-0                                                              |
| 2015              | Serena Williams                                                       | Maria Sjarapova                                                       | 6-3, 7-6                                                              |
| 2016              | Angelique Kerber                                                      | Serena Williams                                                       | 6-4, 3-6, 6-4                                                         |
| 2017              | Serena Williams                                                       | Venus Williams                                                        | 6-4, 6-4                                                              |
| 2018              | Caroline Wozniacki                                                    | Simona Halep                                                          | 7-6, 3-6, 6-4                                                         |
| 2019              | Naomi Osaka                                                           | Petra Kvitová                                                         | 7-6, 5-7, 6-4                                                         |
| 2020              | Sofia Kenin                                                           | Garbiñe Muguruza                                                      | 4-6, 6-2, 6-2                                                         |
| 2021              | Naomi Osaka                                                           | Jennifer Brady                                                        | 6-4, 6-3                                                              |
| 2022              | Ashleigh Barty                                                        | Danielle Collins                                                      | 6-3, 7-6                                                              |
| 2023              | Aryna Sabalenka                                                       | Jelena Rybakina                                                       | 4-6, 6-3, 6-4                                                         |
| 2024              | Aryna Sabalenka                                                       | Zheng Qinwen                                                          | 6-3, 6-2                                                              |
| 2025              | Madison Keys                                                          | Aryna Sabalenka                                                       | 6-3, 2-6, 7-5                                                         |

## Mannendubbelspel
| Jaar              | Winnaars                                                              | Verliezend finalisten                                                 | Uitslag                                                               |
| ----------------- | --------------------------------------------------------------------- | --------------------------------------------------------------------- | --------------------------------------------------------------------- |
| 1905              | Randolph Lycett Tom Tachell                                           | Edgar Barnard Basil Spence                                            | 11-9, 8-6, 1-6, 4-6, 6-1                                              |
| 1906              | Rodney Heath Anthony Wilding                                          | Harry Parker Charles Cecil Cox                                        | 6-2, 6-4, 6-2                                                         |
| 1907              | Bill Gregg Harry Parker                                               | Horace Rice George Wright                                             | 6-2, 3-6, 6-2, 6-2                                                    |
| 1908              | Fred Alexander Alfred Dunlop                                          | Gilbert Sharp Anthony Wilding                                         | 6-3, 6-2, 6-1                                                         |
| 1909              | J. P. Keane Ernie Parker                                              | Tom Crooks Anthony Wilding                                            | 1-6, 6-1, 6-1, 9-7                                                    |
| 1910              | Ashley Campbell Horace Rice                                           | Rodney Heath James O'Day                                              | 6-3, 6-3, 6-2                                                         |
| 1911              | Rodney Heath Randolph Lycett                                          | John Addison Norman Brookes                                           | 6-2, 7-5, 6-0                                                         |
| 1912              | James Cecil Parke Charles Dixon                                       | Alfred Beamish Gordon Lowe                                            | 6-4, 6-4, 6-2                                                         |
| 1913              | Alf Hedeman Ernie Parker                                              | Harry Parker Ray Taylor                                               | 8-6, 4-6, 6-4, 6-4                                                    |
| 1914              | Ashley Campbell Gerald Patterson                                      | Rodney Heath Arthur O'Hara Wood                                       | 7-5, 3-6, 6-3, 6-3                                                    |
| 1915              | Horace Rice Clarence Todd                                             | Gordon Lowe Bert St. John                                             | 8-6, 6-4, 7-9, 6-3                                                    |
| 1916–1918         | Geen toernooi wegens de Eerste Wereldoorlog                           | Geen toernooi wegens de Eerste Wereldoorlog                           | Geen toernooi wegens de Eerste Wereldoorlog                           |
| 1919              | Pat O'Hara Wood Ron Thomas                                            | James Anderson Arthur Lowe                                            | 7-5, 6-1, 7-9, 3-6, 6-3                                               |
| 1920              | Pat O'Hara Wood Ron Thomas                                            | Horace Rice Ray Taylor                                                | 6-1, 6-0, 7-5                                                         |
| 1921              | Sidney Eaton Rhys Gemmell                                             | N. Brearley Edward Stokes                                             | 7-5, 6-3, 6-3                                                         |
| 1922              | John Hawkes Gerald Patterson                                          | James Anderson Norman Peach                                           | 8-10, 6-0, 6-0, 7-5                                                   |
| 1923              | Pat O'Hara Wood Bert St. John                                         | Dudley Bullough Horace Rice                                           | 6-4, 6-3, 3-6, 6-0                                                    |
| 1924              | James Anderson Norman Brookes                                         | Pat O'Hara Wood Gerald Patterson                                      | 6-2, 6-4, 6-3                                                         |
| 1925              | Pat O'Hara Wood Gerald Patterson                                      | James Anderson Fred Kalms                                             | 6-4, 8-6, 7-5                                                         |
| 1926              | John Hawkes Gerald Patterson                                          | James Anderson Pat O'Hara Wood                                        | 6-1, 6-4, 6-2                                                         |
| 1927              | John Hawkes Gerald Patterson                                          | Pat O'Hara Wood Ian McInness                                          | 8-6, 6-2, 6-1                                                         |
| 1928              | Jean Borotra Jacques Brugnon                                          | James Willard Edgar Moon                                              | 6-2, 4-6, 6-4, 6-4                                                    |
| 1929              | Jack Crawford Harry Hopman                                            | Jack Cummings Edgar Moon                                              | 6-1, 6-8, 4-6, 6-1, 6-3                                               |
| 1930              | Jack Crawford Harry Hopman                                            | John Hawkes Tim Fitchett                                              | 8-6, 6-1, 2-6, 6-3                                                    |
| 1931              | Charles Donohoe Ray Dunlop                                            | Jack Crawford Harry Hopman                                            | 8-6, 6-2, 5-7, 7-9, 6-4                                               |
| 1932              | Jack Crawford Edgar Moon                                              | Harry Hopman Gerald Patterson                                         | 12-10, 6-3, 4-6, 6-4                                                  |
| 1933              | Keith Gledhill Ellsworth Vines                                        | Jack Crawford Edgar Moon                                              | 6-4, 10-8, 6-2                                                        |
| 1934              | Pat Hughes Fred Perry                                                 | Adrian Quist Don Turnbull                                             | 6-8, 6-3, 6-4, 3-6, 6-3                                               |
| 1935              | Jack Crawford Vivian McGrath                                          | Pat Hughes Fred Perry                                                 | 6-4, 8-6, 6-2                                                         |
| 1936              | Adrian Quist Don Turnbull                                             | Jack Crawford Vivian McGrath                                          | 6-8, 6-2, 6-1, 3-6, 6-2                                               |
| 1937              | Adrian Quist Don Turnbull                                             | John Bromwich Jack Harper                                             | 6-2, 9-7, 1-6, 6-8, 6-4                                               |
| 1938              | John Bromwich Adrian Quist                                            | Gottfried von Cramm Henner Henkel                                     | 7-5, 6-4, 6-0                                                         |
| 1939              | John Bromwich Adrian Quist                                            | Colin Long Don Turnbull                                               | 6-4, 7-5, 6-2                                                         |
| 1940              | John Bromwich Adrian Quist                                            | Jack Crawford Vivian McGrath                                          | 6-3, 7-5, 6-1                                                         |
| 1941–1945         | Geen toernooi wegens de Tweede Wereldoorlog                           | Geen toernooi wegens de Tweede Wereldoorlog                           | Geen toernooi wegens de Tweede Wereldoorlog                           |
| 1946              | John Bromwich Adrian Quist                                            | Max Newcombe Leonard Schwartz                                         | 6-3, 6-1, 9-7                                                         |
| 1947              | John Bromwich Adrian Quist                                            | Frank Sedgman George Worthington                                      | 6-1, 6-3, 6-1                                                         |
| 1948              | John Bromwich Adrian Quist                                            | Frank Sedgman Colin Long                                              | 1-6, 6-8, 9-7, 6-3, 8-6                                               |
| 1949              | John Bromwich Adrian Quist                                            | Geoffrey Brown Bill Sidwell                                           | 1-6, 7-5, 6-2, 6-3                                                    |
| 1950              | John Bromwich Adrian Quist                                            | Jaroslav Drobný Eric Sturgess                                         | 6-3, 5-7, 4-6, 6-3, 8-6                                               |
| 1951              | Frank Sedgman Ken McGregor                                            | John Bromwich Adrian Quist                                            | 11-9, 2-6, 6-3, 4-6, 6-3                                              |
| 1952              | Frank Sedgman Ken McGregor                                            | Don Candy Mervyn Rose                                                 | 6-4, 7-5, 6-3                                                         |
| 1953              | Lew Hoad Ken Rosewall                                                 | Don Candy Mervyn Rose                                                 | 9-11, 6-4, 10-8, 6-4                                                  |
| 1954              | Mervyn Rose Rex Hartwig                                               | Neale Fraser Clive Wilderspin                                         | 6-3, 6-4, 6-2                                                         |
| 1955              | Vic Seixas Tony Trabert                                               | Lew Hoad Ken Rosewall                                                 | 6-3, 6-2, 2-6, 3-6, 6-1                                               |
| 1956              | Lewis Hoad Ken Rosewall                                               | Don Candy Mervyn Rose                                                 | 10-8, 13-11, 6-4                                                      |
| 1957              | Neale Fraser Lew Hoad                                                 | Malcolm Anderson Ashley Cooper                                        | 6-3, 8-6, 6-4                                                         |
| 1958              | Ashley Cooper Neale Fraser                                            | Roy Emerson Bob Mark                                                  | 7-5, 6-8, 3-6, 6-3, 7-5                                               |
| 1959              | Rod Laver Bob Mark                                                    | Don Candy Robert Howe                                                 | 9-7, 6-4, 6-2                                                         |
| 1960              | Rod Laver Bob Mark                                                    | Roy Emerson Neale Fraser                                              | 1-6, 6-2, 6-4, 6-4                                                    |
| 1961              | Rod Laver Bob Mark                                                    | Roy Emerson Martin Mulligan                                           | 6-3, 7-5, 3-6, 9-11, 6-2                                              |
| 1962              | Roy Emerson Neale Fraser                                              | Bob Hewitt Fred Stolle                                                | 4-6, 4-6, 6-1, 6-4, 11-9                                              |
| 1963              | Bob Hewitt Fred Stolle                                                | Ken Fletcher John Newcombe                                            | 6-2, 3-6, 6-3, 3-6, 6-3                                               |
| 1964              | Bob Hewitt Fred Stolle                                                | Roy Emerson Ken Fletcher                                              | 6-4, 7-5, 3-6, 4-6, 14-12                                             |
| 1965              | John Newcombe Tony Roche                                              | Roy Emerson Fred Stolle                                               | 3-6, 4-6, 13-11, 6-3, 6-4                                             |
| 1966              | Roy Emerson Fred Stolle                                               | John Newcombe Tony Roche                                              | 7-9, 6-3, 6-8, 14-12, 12-10                                           |
| 1967              | John Newcombe Tony Roche                                              | Bill Bowrey Owen Davidson                                             | 3-6, 6-3, 7-5, 6-8, 8-6                                               |
| 1968              | Dick Crealy Allan Stone                                               | Terry Addison Ray Keldie                                              | 10-8, 6-4, 6-3                                                        |
| ↓ open tijdperk ↓ |                                                                       |                                                                       |                                                                       |
| 1969              | Rod Laver Roy Emerson                                                 | Ken Rosewall Fred Stolle                                              | 6-4, 6-4                                                              |
| 1970              | Bob Lutz Stan Smith                                                   | John Alexander Phil Dent                                              | 8-6, 6-3, 6-4                                                         |
| 1971              | John Newcombe Tony Roche                                              | Tom Okker Marty Riessen                                               | 6-2, 7-6                                                              |
| 1972              | Ken Rosewall Owen Davidson                                            | Ross Case Geoff Masters                                               | 3-6, 7-6, 6-2                                                         |
| 1973              | John Newcombe Malcolm Anderson                                        | John Alexander Phil Dent                                              | 6-3, 6-4, 7-6                                                         |
| 1974              | Ross Case Geoff Masters                                               | Syd Ball Bob Giltinan                                                 | 6-7, 6-3, 6-4                                                         |
| 1975              | John Alexander Phil Dent                                              | Bob Carmichael Allan Stone                                            | 6-3, 7-6                                                              |
| 1976              | John Newcombe Tony Roche                                              | Ross Case Geoff Masters                                               | 7-6, 6-4                                                              |
| 1977 jan          | Arthur Ashe Tony Roche                                                | Charlie Pasarell Erik van Dillen                                      | 6-4, 6-4                                                              |
| 1977 dec          | Ray Ruffels Allan Stone                                               | John Alexander Phil Dent                                              | 7-6, 7-6                                                              |
| 1978              | Wojtek Fibak Kim Warwick                                              | Paul Kronk Cliff Letcher                                              | 7-6, 7-5                                                              |
| 1979              | Peter McNamara Paul McNamee                                           | Paul Kronk Cliff Letcher                                              | 7-6, 6-2                                                              |
| 1980              | Mark Edmondson Kim Warwick                                            | Peter McNamara Paul McNamee                                           | 7-5, 6-4                                                              |
| 1981              | Mark Edmondson Kim Warwick                                            | Hank Pfister John Sadri                                               | 6-3, 6-7, 6-3                                                         |
| 1982              | John Alexander John Fitzgerald                                        | Andy Andrews John Sadri                                               | 6-4, 7-6                                                              |
| 1983              | Mark Edmondson Paul McNamee                                           | Steve Denton Sherwood Stewart                                         | 6-3, 7-6                                                              |
| 1984              | Mark Edmondson Sherwood Stewart                                       | Joakim Nyström Mats Wilander                                          | 6-2, 6-2, 7-5                                                         |
| 1985              | Paul Annacone Christo van Rensburg                                    | Mark Edmondson Kim Warwick                                            | 3-6, 7-6, 6-4, 6-4                                                    |
| 1986              | Geen toernooi vanwege verplaatsing toernooi van december naar januari | Geen toernooi vanwege verplaatsing toernooi van december naar januari | Geen toernooi vanwege verplaatsing toernooi van december naar januari |
| 1987              | Stefan Edberg Anders Järryd                                           | Peter Doohan Laurie Warder                                            | 6-4, 6-4, 7-6                                                         |
| 1988              | Rick Leach Jim Pugh                                                   | Jeremy Bates Peter Lundgren                                           | 6-3, 6-2, 6-3                                                         |
| 1989              | Rick Leach Jim Pugh                                                   | Darren Cahill Mark Kratzmann                                          | 6-4, 6-4, 6-4                                                         |
| 1990              | Pieter Aldrich Danie Visser                                           | Grant Connell Glenn Michibata                                         | 6-4, 4-6, 6-1, 6-4                                                    |
| 1991              | Scott Davis David Pate                                                | Patrick McEnroe David Wheaton                                         | 6-7, 7-6, 6-3, 7-5                                                    |
| 1992              | Todd Woodbridge Mark Woodforde                                        | Kelly Jones Rick Leach                                                | 6-4, 6-3, 6-4                                                         |
| 1993              | Danie Visser Laurie Warder                                            | John Fitzgerald Anders Järryd                                         | 6-4, 6-3, 6-4                                                         |
| 1994              | Jacco Eltingh Paul Haarhuis                                           | Byron Black Jonathan Stark                                            | 6-7, 6-3, 6-4, 6-3                                                    |
| 1995              | Jared Palmer Richey Reneberg                                          | Mark Knowles Daniel Nestor                                            | 6-3, 3-6, 6-3, 6-2                                                    |
| 1996              | Stefan Edberg Petr Korda                                              | Sébastien Lareau Alex O'Brien                                         | 7-5, 7-5, 4-6, 6-1                                                    |
| 1997              | Todd Woodbridge Mark Woodforde                                        | Sébastien Lareau Alex O'Brien                                         | 4-6, 7-5, 7-5, 6-3                                                    |
| 1998              | Jonas Björkman Jacco Eltingh                                          | Todd Woodbridge Mark Woodforde                                        | 6-2, 5-7, 2-6, 6-4, 6-3                                               |
| 1999              | Jonas Björkman Patrick Rafter                                         | Leander Paes Mahesh Bhupathi                                          | 6-3, 4-6, 6-4, 6-7, 6-4                                               |
| 2000              | Ellis Ferreira Rick Leach                                             | Wayne Black Andrew Kratzmann                                          | 6-4, 3-6, 6-3, 3-6, 18-16                                             |
| 2001              | Jonas Björkman Todd Woodbridge                                        | Byron Black David Prinosil                                            | 6-1, 5-7, 6-4, 6-4                                                    |
| 2002              | Mark Knowles Daniel Nestor                                            | Fabrice Santoro Michaël Llodra                                        | 7-6, 6-3                                                              |
| 2003              | Fabrice Santoro Michaël Llodra                                        | Mark Knowles Daniel Nestor                                            | 6-4, 3-6, 6-3                                                         |
| 2004              | Fabrice Santoro Michaël Llodra                                        | Mike Bryan Bob Bryan                                                  | 7-6, 6-3                                                              |
| 2005              | Wayne Black Kevin Ullyett                                             | Mike Bryan Bob Bryan                                                  | 6-4, 6-4                                                              |
| 2006              | Mike Bryan Bob Bryan                                                  | Martin Damm Leander Paes                                              | 4-6, 6-3, 6-4                                                         |
| 2007              | Mike Bryan Bob Bryan                                                  | Maks Mirni Jonas Björkman                                             | 7-5, 7-5                                                              |
| 2008              | Jonathan Erlich Andy Ram                                              | Arnaud Clément Michaël Llodra                                         | 7-5, 7-6                                                              |
| 2009              | Mike Bryan Bob Bryan                                                  | Mahesh Bhupathi Mark Knowles                                          | 2-6, 7-5, 6-0                                                         |
| 2010              | Mike Bryan Bob Bryan                                                  | Daniel Nestor Nenad Zimonjić                                          | 6-3, 6-7, 6-3                                                         |
| 2011              | Mike Bryan Bob Bryan                                                  | Mahesh Bhupathi Leander Paes                                          | 6-3, 6-4                                                              |
| 2012              | Leander Paes Radek Štěpánek                                           | Mike Bryan Bob Bryan                                                  | 7-6, 6-2                                                              |
| 2013              | Mike Bryan Bob Bryan                                                  | Robin Haase Igor Sijsling                                             | 6-3, 6-4                                                              |
| 2014              | Łukasz Kubot Robert Lindstedt                                         | Eric Butorac Raven Klaasen                                            | 6-3, 6-3                                                              |
| 2015              | Simone Bolelli Fabio Fognini                                          | Pierre-Hugues Herbert Nicolas Mahut                                   | 6-4, 6-4                                                              |
| 2016              | Jamie Murray Bruno Soares                                             | Daniel Nestor Radek Štěpánek                                          | 2-6, 6-4, 7-5                                                         |
| 2017              | Henri Kontinen John Peers                                             | Bob Bryan Mike Bryan                                                  | 7-5, 7-5                                                              |
| 2018              | Oliver Marach Mate Pavić                                              | Juan Sebastián Cabal Robert Farah Maksoud                             | 6-4, 6-4                                                              |
| 2019              | Pierre-Hugues Herbert Nicolas Mahut                                   | Henri Kontinen John Peers                                             | 6-4, 7-6                                                              |
| 2020              | Rajeev Ram Joe Salisbury                                              | Max Purcell Luke Saville                                              | 6-4, 6-2                                                              |
| 2021              | Ivan Dodig Filip Polášek                                              | Rajeev Ram Joe Salisbury                                              | 6-3, 6-4                                                              |
| 2022              | Thanasi Kokkinakis Nick Kyrgios                                       | Matthew Ebden Max Purcell                                             | 7-5, 6-4                                                              |
| 2023              | Rinky Hijikata Jason Kubler                                           | Hugo Nys Jan Zieliński                                                | 6-4, 7-6                                                              |
| 2024              | Rohan Bopanna Matthew Ebden                                           | Simone Bolelli Andrea Vavassori                                       | 7-6, 7-5                                                              |
| 2025              | Harri Heliövaara Henry Patten                                         | Simone Bolelli Andrea Vavassori                                       | 6-7, 7-5, 6-3                                                         |

## Vrouwendubbelspel
| Jaar              | Winnaressen                                                           | Verliezend finalistes                                                 | Uitslag                                                               |
| ----------------- | --------------------------------------------------------------------- | --------------------------------------------------------------------- | --------------------------------------------------------------------- |
| 1922              | Esna Boyd Robertson Marjorie Mountain                                 | Floris St. George Gwen Utz                                            | 1-6, 6-4, 7-5                                                         |
| 1923              | Esna Boyd Robertson Sylvia Lance Harper                               | Margaret Molesworth Beryl Turner                                      | 6-1, 6-4                                                              |
| 1924              | Daphne Akhurst Sylvia Lance Harper                                    | Kathrine Le Mesurier Meryl O'Hara Wood                                | 7-5, 6-2                                                              |
| 1925              | Sylvia Lance Harper Daphne Akhurst                                    | Esna Boyd Robertson Kathrine Le Mesurier                              | 6-4, 6-3                                                              |
| 1926              | Meryl O'Hara Wood Esna Boyd Robertson                                 | Daphne Akhurst Marjorie Cox                                           | 6-3, 6-8, 8-6                                                         |
| 1927              | Meryl O'Hara Wood Louise Bickerton                                    | Esna Boyd Robertson Sylvia Lance Harper                               | 6-3, 6-3                                                              |
| 1928              | Daphne Akhurst Esna Boyd Robertson                                    | Kathrine Le Mesurier Dorothy Weston                                   | 6-3, 6-1                                                              |
| 1929              | Daphne Akhurst Louise Bickerton                                       | Sylvia Lance Harper Meryl O'Hara Wood                                 | 6-2, 3-6, 6-2                                                         |
| 1930              | Margaret Molesworth Emily Hood-Westacott                              | Marjorie Cox Sylvia Lance Harper                                      | 6-3, 0-6, 7-5                                                         |
| 1931              | Daphne Akhurst-Cozens Louise Bickerton                                | Nell Lloyd Gwen Utz                                                   | 6-0, 6-4                                                              |
| 1932              | Coral McInnes Buttsworth Marjorie Cox-Crawford                        | Kathrine Le Mesurier Dorothy Weston                                   | 6-2, 6-2                                                              |
| 1933              | Margaret Molesworth Emily Hood-Westacott                              | Joan Hartigan Bathurst Marjorie Gladman Van Ryn                       | 6-3, 6-2                                                              |
| 1934              | Margaret Molesworth Emily Hood-Westacott                              | Joan Hartigan Bathurst Ula Valkenburg                                 | 6-8, 6-4, 6-4                                                         |
| 1935              | Evelyn Dearman Nancy Lyle                                             | Louise Bickerton Nell Hall-Hopman                                     | 6-3, 6-4                                                              |
| 1936              | Thelma Coyne-Long Nancye Wynne                                        | May Blick Katherine Woodward                                          | 6-2, 6-4                                                              |
| 1937              | Thelma Coyne-Long Nancye Wynne                                        | Nell Hall-Hopman Emily Hood-Westacott                                 | 6-2, 6-2                                                              |
| 1938              | Thelma Coyne-Long Nancye Wynne                                        | Dorothy Bundy Dorothy Workman                                         | 9-7, 6-4                                                              |
| 1939              | Thelma Coyne-Long Nancye Wynne                                        | May Hardcastle Emily Hood-Westacott                                   | 7-5, 6-4                                                              |
| 1940              | Thelma Coyne-Long Nancye Wynne                                        | Joan Hartigan Bathurst Emily Niemeyer                                 | 7-5, 6-2                                                              |
| 1941–1945         | Geen toernooi wegens de Tweede Wereldoorlog                           | Geen toernooi wegens de Tweede Wereldoorlog                           | Geen toernooi wegens de Tweede Wereldoorlog                           |
| 1946              | Joyce Fitch Mary Bevis-Hawton                                         | Nancye Wynne-Bolton Thelma Coyne-Long                                 | 9-7, 6-4                                                              |
| 1947              | Thelma Coyne-Long Nancye Wynne-Bolton                                 | Mary Bevis-Hawton Joyce Fitch                                         | 6-3, 6-3                                                              |
| 1948              | Thelma Coyne-Long Nancye Wynne-Bolton                                 | Mary Bevis-Hawton Pat Jones                                           | 6-3, 6-3                                                              |
| 1949              | Thelma Coyne-Long Nancye Wynne-Bolton                                 | Doris Hart Marie Toomey                                               | 6-0, 6-1                                                              |
| 1950              | Louise Brough Doris Hart                                              | Nancye Wynne-Bolton Thelma Coyne-Long                                 | 6-2, 2-6, 6-3                                                         |
| 1951              | Thelma Coyne-Long Nancye Wynne-Bolton                                 | Joyce Fitch Mary Bevis-Hawton                                         | 6-2, 6-1                                                              |
| 1952              | Thelma Coyne-Long Nancye Wynne-Bolton                                 | Allison Burton Baker Mary Bevis-Hawton                                | 6-1, 6-1                                                              |
| 1953              | Maureen Connolly Julia Sampson                                        | Mary Bevis-Hawton Beryl Penrose                                       | 6-4, 6-2                                                              |
| 1954              | Mary Bevis-Hawton Beryl Penrose                                       | Hazel Redick-Smith Julia Wipplinger                                   | 6-3, 8-6                                                              |
| 1955              | Mary Bevis-Hawton Beryl Penrose                                       | Nell Hall-Hopman Gwen Thiele                                          | 7-5, 6-1                                                              |
| 1956              | Mary Bevis-Hawton Thelma Coyne-Long                                   | Mary Carter Beryl Penrose                                             | 6-2, 5-7, 9-7                                                         |
| 1957              | Althea Gibson Shirley Fry                                             | Mary Bevis-Hawton Fay Muller                                          | 6-2, 6-1                                                              |
| 1958              | Mary Bevis-Hawton Thelma Coyne-Long                                   | Lorraine Coghlan-Robinson Angela Mortimer                             | 7-5, 6-8, 6-2                                                         |
| 1959              | Renée Schuurman Sandra Reynolds                                       | Lorraine Coghlan-Robinson Mary Carter-Reitano                         | 7-5,6-4                                                               |
| 1960              | Maria Bueno Christine Truman                                          | Lorraine Coghlan-Robinson Margaret Court                              | 6-2, 5-7, 6-2                                                         |
| 1961              | Mary Carter-Reitano Margaret Court                                    | Mary Bevis-Hawton Jan Lehane                                          | 6-4, 3-6, 7-5                                                         |
| 1962              | Margaret Court Robyn Ebbern                                           | Darlene Hard Mary Carter-Reitano                                      | 6-4, 6-4                                                              |
| 1963              | Margaret Court Robyn Ebbern                                           | Jan Lehane Lesley Turner                                              | 6-1, 6-3                                                              |
| 1964              | Judy Tegart Lesley Turner                                             | Robyn Ebbern Margaret Court                                           | 6-4, 6-4                                                              |
| 1965              | Margaret Court Lesley Turner                                          | Robyn Ebbern Billie Jean King                                         | 1-6, 6-2, 6-3                                                         |
| 1966              | Carole Caldwell-Graebner Nancy Richey                                 | Margaret Court Lesley Turner                                          | 6-4, 7-5                                                              |
| 1967              | Lesley Turner Judy Tegart                                             | Lorraine Coghlan-Robinson Evelyn Terras                               | 6-0, 6-2                                                              |
| 1968              | Karen Krantzcke Kerry Melville                                        | Judy Tegart Lesley Turner-Bowrey                                      | 6-4, 3-6, 6-2                                                         |
| ↓ open tijdperk ↓ |                                                                       |                                                                       |                                                                       |
| 1969              | Margaret Court Judy Tegart                                            | Rosie Casals Billie Jean King                                         | 6-4, 6-4                                                              |
| 1970              | Margaret Court Judy Tegart-Dalton                                     | Karen Krantzcke Kerry Melville                                        | 6-3, 6-1                                                              |
| 1971              | Evonne Goolagong Margaret Court                                       | Jill Emmerson Lesley Hunt                                             | 6-0, 6-0                                                              |
| 1972              | Kerry Harris Helen Gourlay                                            | Patricia Coleman Karen Krantzcke                                      | 6-0, 6-4                                                              |
| 1973              | Margaret Court Virginia Wade                                          | Kerry Harris Kerry Melville                                           | 6-4, 6-4                                                              |
| 1974              | Evonne Goolagong Peggy Michel                                         | Kerry Harris Kerry Melville                                           | 7-5, 6-3                                                              |
| 1975              | Evonne Goolagong Peggy Michel                                         | Margaret Court Olga Morozova                                          | 7-6, 7-6                                                              |
| 1976              | Evonne Goolagong-Cawley Helen Gourlay                                 | Lesley Turner-Bowrey Renáta Tomanová                                  | 8-1                                                                   |
| 1977 jan          | Dianne Fromholtz Helen Gourlay-Cawley                                 | Kerry Melville-Reid Betsy Nagelsen                                    | 5-7, 6-1, 7-5                                                         |
| 1977 dec          | Evonne Goolagong-Cawley Helen Gourlay-Cawley                          | Mona Schallau-Guerrant Kerry Melville-Reid                            | finale niet gespeeld door regenval                                    |
| 1978              | Betsy Nagelsen Renáta Tomanová                                        | Naoko Satō Pam Whytcross                                              | 7-5, 6-2                                                              |
| 1979              | Judy Connor Chaloner Dianne Evers                                     | Leanne Harrison Marcella Mesker                                       | 6-1, 3-6, 6-0                                                         |
| 1980              | Martina Navrátilová Betsy Nagelsen                                    | Ann Kiyomura Candy Reynolds                                           | 6-4, 6-4                                                              |
| 1981              | Kathy Jordan Anne Smith                                               | Martina Navrátilová Pam Shriver                                       | 6-2, 7-5                                                              |
| 1982              | Martina Navrátilová Pam Shriver                                       | Claudia Kohde-Kilsch Eva Pfaff                                        | 6-4, 6-2                                                              |
| 1983              | Martina Navrátilová Pam Shriver                                       | Anne Hobbs Wendy Turnbull                                             | 6-4, 6-7, 6-2                                                         |
| 1984              | Martina Navrátilová Pam Shriver                                       | Claudia Kohde-Kilsch Helena Suková                                    | 6-3, 6-4                                                              |
| 1985              | Martina Navrátilová Pam Shriver                                       | Claudia Kohde-Kilsch Helena Suková                                    | 6-3, 6-4                                                              |
| 1986              | Geen toernooi vanwege verplaatsing toernooi van december naar januari | Geen toernooi vanwege verplaatsing toernooi van december naar januari | Geen toernooi vanwege verplaatsing toernooi van december naar januari |
| 1987              | Martina Navrátilová Pam Shriver                                       | Zina Garrison Lori McNeil                                             | 6-1, 6-0                                                              |
| 1988              | Martina Navrátilová Pam Shriver                                       | Chris Evert Wendy Turnbull                                            | 6-0, 7-5                                                              |
| 1989              | Martina Navrátilová Pam Shriver                                       | Patty Fendick Jill Hetherington                                       | 3-6, 6-3, 6-2                                                         |
| 1990              | Jana Novotná Helena Suková                                            | Patty Fendick Mary Joe Fernandez                                      | 7-6, 7-6                                                              |
| 1991              | Patty Fendick Mary Joe Fernandez                                      | Gigi Fernández Jana Novotná                                           | 7-6, 6-1                                                              |
| 1992              | Arantxa Sánchez Vicario Helena Suková                                 | Mary Joe Fernandez Zina Garrison                                      | 6-4, 7-6                                                              |
| 1993              | Gigi Fernández Natallja Zverava                                       | Pam Shriver Elizabeth Smylie                                          | 6-4, 6-3                                                              |
| 1994              | Gigi Fernández Natallja Zverava                                       | Patty Fendick Meredith McGrath                                        | 6-4, 4-6, 6-4                                                         |
| 1995              | Jana Novotná Arantxa Sánchez Vicario                                  | Gigi Fernández Natallja Zverava                                       | 6-3, 6-7, 6-4                                                         |
| 1996              | Chanda Rubin Arantxa Sánchez Vicario                                  | Lindsay Davenport Mary Joe Fernandez                                  | 7-5, 2-6, 6-4                                                         |
| 1997              | Martina Hingis Natallja Zverava                                       | Lindsay Davenport Lisa Raymond                                        | 6-2, 6-2                                                              |
| 1998              | Martina Hingis Mirjana Lučić                                          | Lindsay Davenport Natallja Zverava                                    | 6-4, 2-6, 6-3                                                         |
| 1999              | Martina Hingis Anna Koernikova                                        | Lindsay Davenport Natallja Zverava                                    | 7-5, 6-3                                                              |
| 2000              | Lisa Raymond Rennae Stubbs                                            | Martina Hingis Mary Pierce                                            | 6-4, 5-7, 6-4                                                         |
| 2001              | Serena Williams Venus Williams                                        | Lindsay Davenport Corina Morariu                                      | 6-2, 4-6, 6-4                                                         |
| 2002              | Martina Hingis Anna Koernikova                                        | Daniela Hantuchová Arantxa Sánchez Vicario                            | 6-2, 6-7, 6-1                                                         |
| 2003              | Serena Williams Venus Williams                                        | Virginia Ruano Pascual Paola Suárez                                   | 4-6, 6-4, 6-3                                                         |
| 2004              | Virginia Ruano Pascual Paola Suárez                                   | Svetlana Koeznetsova Jelena Lichovtseva                               | 6-4, 6-3                                                              |
| 2005              | Svetlana Koeznetsova Alicia Molik                                     | Lindsay Davenport Corina Morariu                                      | 6-3, 6-4                                                              |
| 2006              | Yan Zi Zheng Jie                                                      | Lisa Raymond Samantha Stosur                                          | 2-6, 7-6, 6-3                                                         |
| 2007              | Cara Black Liezel Huber                                               | Chan Yung-jan Chuang Chia-jung                                        | 6-4, 6-7, 6-1                                                         |
| 2008              | Aljona Bondarenko Kateryna Bondarenko                                 | Viktoryja Azarenka Shahar Peer                                        | 2-6, 6-1, 6-4                                                         |
| 2009              | Serena Williams Venus Williams                                        | Daniela Hantuchová Ai Sugiyama                                        | 6-3, 6-3                                                              |
| 2010              | Serena Williams Venus Williams                                        | Cara Black Liezel Huber                                               | 6-4, 6-3                                                              |
| 2011              | Gisela Dulko Flavia Pennetta                                          | Viktoryja Azarenka Maria Kirilenko                                    | 2-6, 7-5, 6-1                                                         |
| 2012              | Svetlana Koeznetsova Vera Zvonarjova                                  | Sara Errani Roberta Vinci                                             | 5-7, 6-4, 6-3                                                         |
| 2013              | Sara Errani Roberta Vinci                                             | Ashleigh Barty Casey Dellacqua                                        | 6-2, 3-6, 6-2                                                         |
| 2014              | Sara Errani Roberta Vinci                                             | Jekaterina Makarova Jelena Vesnina                                    | 6-4, 3-6, 7-5                                                         |
| 2015              | Bethanie Mattek-Sands Lucie Šafářová                                  | Chan Yung-jan Zheng Jie                                               | 6-4, 7-6                                                              |
| 2016              | Martina Hingis Sania Mirza                                            | Andrea Hlaváčková Lucie Hradecká                                      | 7-6, 6-3                                                              |
| 2017              | Bethanie Mattek-Sands Lucie Šafářová                                  | Andrea Hlaváčková Peng Shuai                                          | 6-7, 6-3, 6-3                                                         |
| 2018              | Tímea Babos Kristina Mladenovic                                       | Jekaterina Makarova Jelena Vesnina                                    | 6-4, 6-3                                                              |
| 2019              | Samantha Stosur Zhang Shuai                                           | Tímea Babos Kristina Mladenovic                                       | 6-3, 6-4                                                              |
| 2020              | Tímea Babos Kristina Mladenovic                                       | Hsieh Su-wei Barbora Strýcová                                         | 6-2, 6-1                                                              |
| 2021              | Elise Mertens Aryna Sabalenka                                         | Barbora Krejčíková Kateřina Siniaková                                 | 6-2, 6-3                                                              |
| 2022              | Barbora Krejčíková Kateřina Siniaková                                 | Anna Danilina Beatriz Haddad Maia                                     | 6-7, 6-4, 6-4                                                         |
| 2023              | Barbora Krejčíková Kateřina Siniaková                                 | Shuko Aoyama Ena Shibahara                                            | 6-4, 6-3                                                              |
| 2024              | Hsieh Su-wei Elise Mertens                                            | Ljoedmyla Kitsjenok Jeļena Ostapenko                                  | 6-1, 7-5                                                              |
| 2025              | Kateřina Siniaková Taylor Townsend                                    | Hsieh Su-wei Jeļena Ostapenko                                         | 6-2, 6-7, 6-3                                                         |

## Gemengd dubbelspel
| Jaar              | Winnaars                                    | Verliezend finalisten                       | Uitslag                                     |
| ----------------- | ------------------------------------------- | ------------------------------------------- | ------------------------------------------- |
| 1922              | Esna Boyd Robertson John Hawkes             | Lorna Utz Harold Utz                        | 6-1, 6-1                                    |
| 1923              | Sylvia Lance Harper Horrie Rice             | Margaret Molesworth Bert St. John           | 2-6, 6-4, 6-4                               |
| 1924              | Daphne Akhurst John Willard                 | Esna Boyd Robertson Gar Hone                | 6-3, 6-4                                    |
| 1925              | Daphne Akhurst John Willard                 | Sylvia Lance Harper Bob Schlesinger         | 6-4, 6-4                                    |
| 1926              | Esna Boyd Robertson John Hawkes             | Daphne Akhurst John Willard                 | 6-2, 6-4                                    |
| 1927              | Esna Boyd Robertson John Hawkes             | Youtha Anthony Jim Willard                  | 6-1, 6-3                                    |
| 1928              | Daphne Akhurst Jean Borotra                 | Esna Boyd Robertson John Hawkes             | walk-over                                   |
| 1929              | Daphne Akhurst Edgar Moon                   | Marjorie Cox Jack Crawford                  | 6-0, 7-5                                    |
| 1930              | Nell Hall-Hopman Harry Hopman               | Marjorie Cox Jack Crawford                  | 11-9, 3-6, 6-3                              |
| 1931              | Marjorie Cox-Crawford Jack Crawford         | Emily Hood-Westacott Aubrey Willard         | 7-5, 6-4                                    |
| 1932              | Marjorie Cox-Crawford Jack Crawford         | Meryl O'Hara Wood Jiro Satoh                | 6-8, 8-6, 6-3                               |
| 1933              | Marjorie Cox-Crawford Jack Crawford         | Marjorie Gladman Van Ryn Ellsworth Vines    | 3-6, 7-5, 13-11                             |
| 1934              | Joan Hartigan Bathurst Edgar Moon           | Emily Hood-Westacott Ray Dunlop             | 6-3, 6-4                                    |
| 1935              | Louise Bickerton Christian Boussus          | Mrs. Bond Vernon Kirby                      | 1-6, 6-3, 6-3                               |
| 1936              | Nell Hall-Hopman Harry Hopman               | May Blick Abe Kay                           | 6-2, 6-0                                    |
| 1937              | Nell Hall-Hopman Harry Hopman               | Dorothy Stevenson Don Turnbull              | 3-6, 6-3, 6-2                               |
| 1938              | Margaret Wilson John Bromwich               | Nancye Wynne Colin Long                     | 6-3, 6-2                                    |
| 1939              | Nell Hall-Hopman Harry Hopman               | Margaret Wilson John Bromwich               | 6-8, 6-2, 6-3                               |
| 1940              | Nancye Wynne Colin Long                     | Nell Hall-Hopman Harry Hopman               | 7-5, 2-6, 6-4                               |
| 1941–1945         | Geen toernooi wegens de Tweede Wereldoorlog | Geen toernooi wegens de Tweede Wereldoorlog | Geen toernooi wegens de Tweede Wereldoorlog |
| 1946              | Nancye Wynne-Bolton Colin Long              | Joyce Fitch John Bromwich                   | 6-0, 6-4                                    |
| 1947              | Nancye Wynne-Bolton Colin Long              | Joyce Fitch John Bromwich                   | 6-3, 6-3                                    |
| 1948              | Nancye Wynne-Bolton Colin Long              | Thelma Coyne-Long Bill Sidwell              | 7-5, 4-6, 8-6                               |
| 1949              | Doris Hart Frank Sedgman                    | Joyce Fitch John Bromwich                   | 6-1, 5-7, 12-10                             |
| 1950              | Doris Hart Frank Sedgman                    | Joyce Fitch Eric Sturgess                   | 8-6, 6-4                                    |
| 1951              | Thelma Coyne-Long George Worthington        | Clare Proctor Jack May                      | 6-4, 3-6                                    |
| 1952              | Thelma Coyne-Long George Worthington        | Gwen Thiele Tom Warhurst                    | 9-7, 7-5                                    |
| 1953              | Julia Sampson Rex Hartwig                   | Maureen Connolly Ham Richardson             | 6-4, 6-3                                    |
| 1954              | Thelma Coyne-Long Rex Hartwig               | Beryl Penrose John Bromwich                 | 4-6, 6-1, 6-2                               |
| 1955              | Thelma Coyne-Long George Worthington        | Jenny Staley Lew Hoad                       | 6-2, 6-1                                    |
| 1956              | Beryl Penrose Neale Fraser                  | Mary Bevis-Hawton Roy Emerson               | 6-2, 6-4                                    |
| 1957              | Fay Muller Malcolm Anderson                 | Jill Langley Billy Knight                   | 7-5, 3-6, 6-1                               |
| 1958              | Mary Bevis-Hawton Robert Howe               | Angela Mortimer Peter Newman                | 9-11, 6-1, 6-2                              |
| 1959              | Sandra Reynolds Bob Mark                    | Renée Schuurman Rod Laver                   | 4-6, 13-11, 6-1                             |
| 1960              | Jan Lehane Trevor Fancutt                   | Mary Carter-Reitano Bob Mark                | 6-2, 7-5                                    |
| 1961              | Jan Lehane Bob Hewitt                       | Mary Carter-Reitano John Pearce             | 9-7, 6-2                                    |
| 1962              | Lesley Turner Fred Stolle                   | Darlene Hard Roger Taylor                   | 6-3, 9-7                                    |
| 1963              | Margaret Court Ken Fletcher                 | Lesley Turner Fred Stolle                   | 7-5, 5-7, 6-4                               |
| 1964              | Margaret Court Ken Fletcher                 | Jan Lehane Mike Sangster                    | 6-3, 6-2                                    |
| 1965              | Robyn Ebbern Owen Davidson                  | Margaret Court John Newcombe                | gedeeld finale niet gespeeld                |
| 1966              | Judy Tegart Tony Roche                      | Robyn Ebbern Bill Bowrey                    | 6-1, 6-3                                    |
| 1967              | Lesley Turner Owen Davidson                 | Judy Tegart Tony Roche                      | 9-7, 6-4                                    |
| 1968              | Billie Jean King Dick Crealy                | Margaret Court Allan Stone                  | walk-over                                   |
| ↓ open tijdperk ↓ |                                             |                                             |                                             |
| 1969              | Margaret Court Marty Riessen                | Ann Haydon-Jones Fred Stolle                | gedeeld finale niet gespeeld                |
| 1970-1985         | Geen gemengd dubbelspel                     | Geen gemengd dubbelspel                     | Geen gemengd dubbelspel                     |
| 1986              | Geen toernooi                               | Geen toernooi                               | Geen toernooi                               |
| 1987              | Zina Garrison Sherwood Stewart              | Anne Hobbs Andrew Castle                    | 3-6, 7-6, 6-3                               |
| 1988              | Jana Novotná Jim Pugh                       | Martina Navrátilová Tim Gullikson           | 5-7, 6-2, 6-4                               |
| 1989              | Jana Novotná Jim Pugh                       | Zina Garrison Sherwood Stewart              | 6-3, 6-4                                    |
| 1990              | Natallja Zverava Jim Pugh                   | Zina Garrison Rick Leach                    | 4-6, 6-2, 6-3                               |
| 1991              | Jo Durie Jeremy Bates                       | Robin White Scott Davis                     | 2-6, 6-4, 6-4                               |
| 1992              | Nicole Provis Mark Woodforde                | Arantxa Sánchez Vicario Todd Woodbridge     | 6-3, 4-6, 11-9                              |
| 1993              | Arantxa Sánchez Vicario Todd Woodbridge     | Zina Garrison-Jackson Rick Leach            | 7-5, 6-4                                    |
| 1994              | Larisa Neiland Andrej Olchovski             | Helena Suková Todd Woodbridge               | 7-5, 6-7, 6-2                               |
| 1995              | Natallja Zverava Rick Leach                 | Gigi Fernández Cyril Suk                    | 7-6, 6-7, 6-4                               |
| 1996              | Larisa Neiland Mark Woodforde               | Nicole Arendt Luke Jensen                   | 4-6, 7-5, 6-0                               |
| 1997              | Manon Bollegraf Rick Leach                  | Larisa Neiland John-Laffnie de Jager        | 6-3, 6-7, 7-5                               |
| 1998              | Venus Williams Justin Gimelstob             | Helena Suková Cyril Suk                     | 6-2, 6-1                                    |
| 1999              | Mariaan de Swardt David Adams               | Serena Williams Maks Mirni                  | 6-4, 4-6, 7-6                               |
| 2000              | Rennae Stubbs Jared Palmer                  | Arantxa Sánchez Vicario Todd Woodbridge     | 7-5, 7-6                                    |
| 2001              | Corina Morariu Ellis Ferreira               | Barbara Schett Joshua Eagle                 | 6-1, 6-3                                    |
| 2002              | Daniela Hantuchová Kevin Ullyett            | Paola Suárez Gastón Etlis                   | 6-3, 6-2                                    |
| 2003              | Martina Navrátilová Leander Paes            | Eléni Daniilídou Todd Woodbridge            | 6-4, 7-5                                    |
| 2004              | Jelena Bovina Nenad Zimonjić                | Martina Navrátilová Leander Paes            | 6-1, 7-6                                    |
| 2005              | Samantha Stosur Scott Draper                | Liezel Huber Kevin Ullyett                  | 6-2, 2-6, 7-6                               |
| 2006              | Martina Hingis Mahesh Bhupathi              | Jelena Lichovtseva Daniel Nestor            | 6-3, 6-3                                    |
| 2007              | Jelena Lichovtseva Daniel Nestor            | Viktoryja Azarenka Maks Mirni               | 6-4, 6-4                                    |
| 2008              | Sun Tiantian Nenad Zimonjić                 | Sania Mirza Mahesh Bhupathi                 | 7-6, 6-4                                    |
| 2009              | Sania Mirza Mahesh Bhupathi                 | Nathalie Dechy Andy Ram                     | 6-3, 6-1                                    |
| 2010              | Cara Black Leander Paes                     | Jekaterina Makarova Jaroslav Levinský       | 7-5, 6-3                                    |
| 2011              | Katarina Srebotnik Daniel Nestor            | Chan Yung-jan Paul Hanley                   | 6-3, 3-6, [10-7]                            |
| 2012              | Bethanie Mattek-Sands Horia Tecău           | Jelena Vesnina Leander Paes                 | 6-3, 5-7, [10-3]                            |
| 2013              | Jarmila Gajdošová Matthew Ebden             | Lucie Hradecká František Čermák             | 6-3, 7-5                                    |
| 2014              | Kristina Mladenovic Daniel Nestor           | Sania Mirza Horia Tecău                     | 6-3, 6-2                                    |
| 2015              | Martina Hingis Leander Paes                 | Kristina Mladenovic Daniel Nestor           | 6-4, 6-3                                    |
| 2016              | Jelena Vesnina Bruno Soares                 | Coco Vandeweghe Horia Tecău                 | 6-4, 4-6, [10-5]                            |
| 2017              | Abigail Spears Juan Sebastián Cabal         | Sania Mirza Ivan Dodig                      | 6-2, 6-4                                    |
| 2018              | Gabriela Dabrowski Mate Pavić               | Tímea Babos Rohan Bopanna                   | 2-6, 6-4, [11-9]                            |
| 2019              | Barbora Krejčíková Rajeev Ram               | Astra Sharma John-Patrick Smith             | 7-6, 6-1                                    |
| 2020              | Barbora Krejčíková Nikola Mektić            | Bethanie Mattek-Sands Jamie Murray          | 5-7, 6-4, [10-1]                            |
| 2021              | Barbora Krejčíková Rajeev Ram               | Samantha Stosur Matthew Ebden               | 6-1, 6-4                                    |
| 2022              | Kristina Mladenovic Ivan Dodig              | Jaimee Fourlis Jason Kubler                 | 6-3, 6-4                                    |
| 2023              | Luisa Stefani Rafael Matos                  | Sania Mirza Rohan Bopanna                   | 7-6, 6-2                                    |
| 2024              | Hsieh Su-wei Jan Zieliński                  | Desirae Krawczyk Neal Skupski               | 6-7, 6-4, [11-9]                            |
| 2025              | Olivia Gadecki John Peers                   | Kimberly Birrell John-Patrick Smith         | 3-6, 6-4, [10-6]                            |

## Rolstoeltennis

### Rolstoelmannenenkelspel
| Jaar | Winnaar           | Verliezend finalist | Uitslag          |
| ---- | ----------------- | ------------------- | ---------------- |
| 2002 | Robin Ammerlaan   | David Hall          | 6–2, 6-4         |
| 2003 | David Hall        | Robin Ammerlaan     | 6–1, 7–6         |
| 2004 | David Hall        | Robin Ammerlaan     | 6–4, 7–5         |
| 2005 | David Hall        | Robin Ammerlaan     | 7–5, 3–6, 6-1    |
| 2006 | Michaël Jérémiasz | Satoshi Saida       | 5–7, 6–4, 6–3    |
| 2007 | Shingo Kunieda    | Michaël Jérémiasz   | 6–3, 3–6, 6–3    |
| 2008 | Shingo Kunieda    | Michaël Jérémiasz   | 6–1, 6–4         |
| 2009 | Shingo Kunieda    | Stéphane Houdet     | 6–2, 6–4         |
| 2010 | Shingo Kunieda    | Stéphane Houdet     | 7–6(3), 2–6, 7–5 |
| 2011 | Shingo Kunieda    | Stéphane Houdet     | 6–0, 6–3         |
| 2012 | Maikel Scheffers  | Nicolas Peifer      | 3–6, 7–6(2), 6–0 |
| 2013 | Shingo Kunieda    | Stéphane Houdet     | 6–2, 6–0         |
| 2014 | Shingo Kunieda    | Gustavo Fernández   | 6–0, 6–1         |
| 2015 | Shingo Kunieda    | Stéphane Houdet     | 6–2, 6–2         |
| 2016 | Gordon Reid       | Joachim Gérard      | 7–6(7), 6–4      |
| 2017 | Gustavo Fernández | Nicolas Peifer      | 3–6, 6–2, 6–0    |
| 2018 | Shingo Kunieda    | Stéphane Houdet     | 4–6, 6–1, 7–6(3) |
| 2019 | Gustavo Fernández | Stefan Olsson       | 7–5, 6–3         |
| 2020 | Shingo Kunieda    | Gordon Reid         | 6–4, 6–4         |
| 2021 | Joachim Gérard    | Alfie Hewett        | 6–0, 4–6, 6–4    |
| 2022 | Shingo Kunieda    | Alfie Hewett        | 7–5, 3–6, 6–2    |
| 2023 | Alfie Hewett      | Tokito Oda          | 6–3, 6–1         |
| 2024 | Tokito Oda        | Alfie Hewett        | 6-2, 6-4         |
| 2025 | Alfie Hewett      | Tokito Oda          | 6–4, 6–4         |

### Rolstoelvrouwenenkelspel
| Jaar | Winnares          | Verliezend finaliste | Uitslag                |
| ---- | ----------------- | -------------------- | ---------------------- |
| 2002 | Esther Vergeer    | Daniela di Toro      | 6–2, 6–0               |
| 2003 | Esther Vergeer    | Daniela di Toro      | 2–6, 6–0, 6-3          |
| 2004 | Esther Vergeer    | Daniela di Toro      | 4–6, 6–3, 6–1          |
| 2005 | Mie Yaosa         | Maaike Smit          | 7–6(5), 6-1            |
| 2006 | Esther Vergeer    | Jiske Griffioen      | 6–4, 6–0               |
| 2007 | Esther Vergeer    | Florence Gravellier  | 6–1, 6–0               |
| 2008 | Esther Vergeer    | Korie Homan          | 6–3, 6–3               |
| 2009 | Esther Vergeer    | Korie Homan          | 6–4, 6–2               |
| 2010 | Korie Homan       | Florence Gravellier  | 6–2, 6–2               |
| 2011 | Esther Vergeer    | Daniela di Toro      | 6–0, 6–0               |
| 2012 | Esther Vergeer    | Aniek van Koot       | 6–0, 6–0               |
| 2013 | Aniek van Koot    | Sabine Ellerbrock    | 6–1, 1–6, 7–5          |
| 2014 | Sabine Ellerbrock | Yui Kamiji           | 3–6, 6–4, 6–2          |
| 2015 | Jiske Griffioen   | Yui Kamiji           | 6–3, 7–5               |
| 2016 | Jiske Griffioen   | Aniek van Koot       | 6–3, 7–5               |
| 2017 | Yui Kamiji        | Jiske Griffioen      | 6–7(2), 6–3, 6–3       |
| 2018 | Diede de Groot    | Yui Kamiji           | 7–6(6), 6–4            |
| 2019 | Diede de Groot    | Yui Kamiji           | 6–0, 6–2               |
| 2020 | Yui Kamiji        | Aniek van Koot       | 6–2, 6–2               |
| 2021 | Diede de Groot    | Yui Kamiji           | 6–3, 6–7(4), 7–6(10–4) |
| 2022 | Diede de Groot    | Aniek van Koot       | 6–4, 6–2               |
| 2023 | Diede de Groot    | Yui Kamiji           | 0–6, 6–2, 6–2          |
| 2024 | Diede de Groot    | Yui Kamiji           | 7-5, 6-4               |
| 2025 | Yui Kamiji        | Aniek van Koot       | 6–2, 6–2               |

### Quad-enkelspel
| Jaar | Winnaars      | Verliezend finalisten | Uitslag       |
| ---- | ------------- | --------------------- | ------------- |
| 2008 | Peter Norfolk | David Wagner          | 6–2, 6–3      |
| 2009 | Peter Norfolk | David Wagner          | 7–6(5), 6–1   |
| 2010 | Peter Norfolk | David Wagner          | 6–2, 7–6(4)   |
| 2011 | David Wagner  | Peter Norfolk         | 6–2, 6–3      |
| 2012 | Peter Norfolk | David Wagner          | 4–6, 6–4, 6–2 |
| 2013 | David Wagner  | Andy Lapthorne        | 2–6, 6–1, 6–4 |
| 2014 | David Wagner  | Lucas Sithole         | 3–6, 7–5, 6–3 |
| 2015 | Dylan Alcott  | David Wagner          | 6–2, 6–3      |
| 2016 | Dylan Alcott  | David Wagner          | 6–2, 6–2      |
| 2017 | Dylan Alcott  | Andy Lapthorne        | 6–2, 6–2      |
| 2018 | Dylan Alcott  | David Wagner          | 7–6(1), 6–1   |
| 2019 | Dylan Alcott  | David Wagner          | 6–4, 7–6(2)   |
| 2020 | Dylan Alcott  | Andy Lapthorne        | 6-0, 6–4      |
| 2021 | Dylan Alcott  | Sam Schröder          | 6–1, 6–0      |
| 2022 | Sam Schröder  | Dylan Alcott          | 7–5, 6–0      |
| 2023 | Sam Schröder  | Niels Vink            | 6–2, 7–5      |
| 2024 | Sam Schröder  | Guy Sasson            | 6-3, 6-3      |
| 2025 | Sam Schröder  | Niels Vink            | 7–6, 7–5      |

### Rolstoelmannendubbelspel
| Jaar | Winnaars                         | Verliezend finalisten              | Uitslag          |
| ---- | -------------------------------- | ---------------------------------- | ---------------- |
| 2004 | Robin Ammerlaan Martin Legner    | Tadeusz Kruszelnicki Satoshi Saida | 6–3, 6–3         |
| 2005 | Robin Ammerlaan Martin Legner    | David Hall Anthony Bonaccurs       | 6–4, 6–3         |
| 2006 | Robin Ammerlaan Martin Legner    | Michaël Jérémiasz Satoshi Saida    | 3–6, 6–3 7–6(5)  |
| 2007 | Robin Ammerlaan Shingo Kunieda   | Maikel Scheffers Ronald Vink       | 6–2, 6–0         |
| 2008 | Shingo Kunieda Satoshi Saida     | Robin Ammerlaan Ronald Vink        | 6–4, 6–3         |
| 2009 | Robin Ammerlaan Shingo Kunieda   | Stefan Olsson Maikel Scheffers     | 7–5, 6–1         |
| 2010 | Stéphane Houdet Shingo Kunieda   | Robin Ammerlaan Maikel Scheffers   | 6–4, 7–6(4)      |
| 2011 | Shingo Kunieda Maikel Scheffers  | Stéphane Houdet Nicolas Peifer     | 6–3, 6–3         |
| 2012 | Robin Ammerlaan Ronald Vink      | Stéphane Houdet Nicolas Peifer     | 6–2, 4–6, 6–1    |
| 2013 | Michaël Jérémiasz Shingo Kunieda | Stefan Olsson Adam Kellerman       | 6–0, 6–1         |
| 2014 | Stéphane Houdet Shingo Kunieda   | Gordon Reid Ronald Vink            | 6–3, 6–3         |
| 2015 | Stéphane Houdet Shingo Kunieda   | Gustavo Fernández Gordon Reid      | 6–2, 6–1         |
| 2016 | Stéphane Houdet Nicolas Peifer   | Shingo Kunieda Gordon Reid         | 6–3, 3–6, 7–5    |
| 2017 | Joachim Gérard Gordon Reid       | Gustavo Fernández Alfie Hewett     | 6–3, 3–6, [10–3] |
| 2018 | Stéphane Houdet Nicolas Peifer   | Alfie Hewett Gordon Reid           | 6–4, 6–2         |
| 2019 | Joachim Gérard Stefan Olsson     | Stéphane Houdet Ben Weekes         | 6–3, 6–2         |
| 2020 | Alfie Hewett Gordon Reid         | Stéphane Houdet Nicolas Peifer     | 4–6, 6–4, [10-7] |
| 2021 | Alfie Hewett Gordon Reid         | Stéphane Houdet Nicolas Peifer     | 7–5, 7–6(3)      |
| 2022 | Alfie Hewett Gordon Reid         | Gustavo Fernández Shingo Kunieda   | 6–2, 4–6, [10–7] |
| 2023 | Alfie Hewett Gordon Reid         | Maikel Scheffers Ruben Spaargaren  | 6–1, 6–2         |
| 2024 | Alfie Hewett Gordon Reid         | Takuya Miki Tokito Oda             | 6-3, 6-2         |
| 2025 | Alfie Hewett Gordon Reid         | Daniel Caverzaschi Stéphane Houdet | 6-2, 6-4         |

### Rolstoelvrouwendubbelspel
| Jaar | Winnaars                           | Verliezend finalisten            | Uitslag             |
| ---- | ---------------------------------- | -------------------------------- | ------------------- |
| 2004 | Maaike Smit Esther Vergeer         | Sonja Peters Sharon Walraven     | 6–3, 7–6(3)         |
| 2005 | Maaike Smit Florence Gravellier    | Yuka Chokyu Mie Yaosa            | 6–3, 6–3            |
| 2006 | Jiske Griffioen Esther Vergeer     | Yuka Chokyu Mie Yaosa            | 6–2, 6–0            |
| 2007 | Jiske Griffioen Esther Vergeer     | Florence Gravellier Korie Homan  | 6–0, 3–6, [10–6]    |
| 2008 | Jiske Griffioen Esther Vergeer     | Korie Homan Sharon Walraven      | 6–3, 6–1            |
| 2009 | Korie Homan Esther Vergeer         | Korie Homan Sharon Walraven      | 6–1, 6–0            |
| 2010 | Florence Gravellier Aniek van Koot | Daniela Di Toro Lucy Shuker      | 6–3, 7–6(2)         |
| 2011 | Esther Vergeer Sharon Walraven     | Jiske Griffioen Aniek van Koot   | 6–0, 6–2            |
| 2012 | Esther Vergeer Sharon Walraven     | Marjolein Buis Aniek van Koot    | 4–6, 6–2, 6–4       |
| 2013 | Jiske Griffioen Aniek van Koot     | Marjolein Buis Lucy Shuker       | 6–4, 6–3            |
| 2014 | Yui Kamiji Jordanne Whiley         | Marjolein Buis Jiske Griffioen   | 6–2, 6–7(3), 6–2    |
| 2015 | Yui Kamiji Jordanne Whiley         | Jiske Griffioen Aniek van Koot   | 4–6, 6–4, 7–5       |
| 2016 | Marjolein Buis Yui Kamiji          | Jiske Griffioen Aniek van Koot   | 6-2, 6-2            |
| 2017 | Jiske Griffioen Aniek van Koot     | Diede de Groot Yui Kamiji        | 6–3, 6–2            |
| 2018 | Marjolein Buis Yui Kamiji          | Diede de Groot Aniek van Koot    | 6–0, 6–4            |
| 2019 | Diede de Groot Aniek van Koot      | Marjolein Buis Sabine Ellerbrock | 5–7, 7–6(4), [10–8] |
| 2020 | Yui Kamiji Jordanne Whiley         | Diede de Groot Aniek van Koot    | 6–2, 6–4            |
| 2021 | Diede de Groot Aniek van Koot      | Kgothatso Montjane Lucy Shuker   | 6–4, 6–1            |
| 2022 | Diede de Groot Aniek van Koot      | Yui Kamiji Jordanne Whiley       | 7–5, 3–6, [10–2]    |
| 2023 | Diede de Groot Aniek van Koot      | Yui Kamiji Zhu Zhenzhen          | 6–3, 6–2            |
| 2024 | Diede de Groot Jiske Griffioen     | Yui Kamiji Kgothatso Montjane    | 6-3, 7-6            |
| 2025 | Li Xiaohui Wang Ziying             | Yui Kamiji Zhu Zhenzhen          | 6-2, 6-3            |

### Quad-dubbelspel
| Jaar | Winnaars                     | Verliezend finalisten         | Uitslag              |
| ---- | ---------------------------- | ----------------------------- | -------------------- |
| 2008 | Nick Taylor David Wagner     | Sarah Hunter Peter Norfolk    | 5–7, 6–0, [10–3]     |
| 2009 | Nick Taylor David Wagner     | Johan Andersson Peter Norfolk | 6–2, 6–3             |
| 2010 | Nick Taylor David Wagner     | Johan Andersson Peter Norfolk | 6−2, 7−6(5)          |
| 2011 | Andy Lapthorne Peter Norfolk | Nick Taylor David Wagner      | 6–3, 6–3             |
| 2012 | Andy Lapthorne Peter Norfolk | Noam Gershony David Wagner    | 6–4, 6–2             |
| 2013 | Nick Taylor David Wagner     | Andy Lapthorne Anders Hard    | 6–2, 6–3             |
| 2014 | Andy Lapthorne David Wagner  | Dylan Alcott Lucas Sithole    | 6–4, 6–4             |
| 2015 | Andy Lapthorne David Wagner  | Dylan Alcott Lucas Sithole    | 6–0, 3–6, 6–2        |
| 2016 | Lucas Sithole David Wagner   | Dylan Alcott Andy Lapthorne   | 6–1, 6–3             |
| 2017 | Andy Lapthorne David Wagner  | Dylan Alcott Heath Davidson   | 6–3, 6–3             |
| 2018 | Dylan Alcott Heath Davidson  | Andy Lapthorne David Wagner   | 6–0, 6–7(7), [10–6]  |
| 2019 | Dylan Alcott Heath Davidson  | Andy Lapthorne David Wagner   | 6–3, 6–7(6), [12–10] |
| 2020 | Dylan Alcott Heath Davidson  | Andy Lapthorne David Wagner   | 6–4, 6–3             |
| 2021 | Dylan Alcott Heath Davidson  | Andy Lapthorne David Wagner   | 6–2, 3–6, [10–7]     |
| 2022 | Andy Lapthorne David Wagner  | Sam Schröder Niels Vink       | 2–6, 6–4, [10–7]     |
| 2023 | Sam Schröder Niels Vink      | Donald Ramphadi Ymanitu Silva | 6–1, 6–3             |
| 2024 | Andy Lapthorne David Wagner  | Donald Ramphadi Guy Sasson    | 6-4, 3-6, [10-2]     |
| 2025 | Andy Lapthorne Sam Schröder  | Guy Sasson Niels Vink         | 6-1, 6-4             |

## Junioren

### Jongensenkelspel
| Jaar      | Winnaar                                                               | Verliezend finalist                                                   | Uitslag                                                               |
| --------- | --------------------------------------------------------------------- | --------------------------------------------------------------------- | --------------------------------------------------------------------- |
| 1922      | Alan Yeldham                                                          |                                                                       |                                                                       |
| 1923      | Leonard Cryle                                                         |                                                                       |                                                                       |
| 1924      | Harold Coldham                                                        |                                                                       |                                                                       |
| 1925      | Harold Coldham                                                        |                                                                       |                                                                       |
| 1926      | Jack Crawford                                                         |                                                                       |                                                                       |
| 1927      | Jack Crawford                                                         |                                                                       |                                                                       |
| 1928      | Jack Crawford                                                         |                                                                       |                                                                       |
| 1929      | Jack Crawford                                                         |                                                                       |                                                                       |
| 1930      | Don Turnbull                                                          |                                                                       |                                                                       |
| 1931      | Bruce Moore                                                           |                                                                       |                                                                       |
| 1932      | Vivian McGrath                                                        |                                                                       |                                                                       |
| 1933      | Adrian Quist                                                          |                                                                       |                                                                       |
| 1934      | Neil Ennis                                                            |                                                                       |                                                                       |
| 1935      | John Bromwich                                                         |                                                                       |                                                                       |
| 1936      | John Bromwich                                                         |                                                                       |                                                                       |
| 1937      | John Bromwich                                                         |                                                                       |                                                                       |
| 1938      | Max Newcombe                                                          |                                                                       |                                                                       |
| 1939      | Billy Sidwell                                                         |                                                                       |                                                                       |
| 1940      | Dinny Pails                                                           |                                                                       |                                                                       |
| 1941–1945 | Geen toernooi wegens de Tweede Wereldoorlog                           | Geen toernooi wegens de Tweede Wereldoorlog                           | Geen toernooi wegens de Tweede Wereldoorlog                           |
| 1946      | Frank Sedgman                                                         |                                                                       |                                                                       |
| 1947      | Don Candy                                                             |                                                                       |                                                                       |
| 1948      | Ken McGregor                                                          |                                                                       |                                                                       |
| 1949      | Clive Wilderspin                                                      |                                                                       |                                                                       |
| 1950      | Ken Rosewall                                                          |                                                                       |                                                                       |
| 1951      | Lew Hoad                                                              |                                                                       |                                                                       |
| 1952      | Ken Rosewall                                                          |                                                                       |                                                                       |
| 1953      | William Gilmour                                                       |                                                                       |                                                                       |
| 1954      | Billy Knight                                                          | Roy Emerson                                                           | 6-3, 6-1                                                              |
| 1955      | Gerry Moss                                                            |                                                                       |                                                                       |
| 1956      | Bob Mark                                                              |                                                                       |                                                                       |
| 1957      | Rod Laver                                                             |                                                                       |                                                                       |
| 1958      | Martin Mulligan                                                       |                                                                       |                                                                       |
| 1959      | Butch Buchholz                                                        |                                                                       |                                                                       |
| 1960      | William Coghlan                                                       |                                                                       |                                                                       |
| 1961      | John Newcombe                                                         |                                                                       |                                                                       |
| 1962      | John Newcombe                                                         |                                                                       |                                                                       |
| 1963      | John Newcombe                                                         |                                                                       |                                                                       |
| 1964      | Tony Roche                                                            |                                                                       |                                                                       |
| 1965      | Georges Goven                                                         |                                                                       |                                                                       |
| 1966      | Karl Coombes                                                          |                                                                       |                                                                       |
| 1967      | Brian Fairlie                                                         |                                                                       |                                                                       |
| 1968      | Phil Dent                                                             |                                                                       |                                                                       |
| 1969      | Allan McDonald                                                        |                                                                       |                                                                       |
| 1970      | John Alexander                                                        |                                                                       |                                                                       |
| 1971      | Cliff Letcher                                                         |                                                                       |                                                                       |
| 1972      | Paul Kronk                                                            |                                                                       |                                                                       |
| 1973      | Paul McNamee                                                          |                                                                       |                                                                       |
| 1974      | Harry Brittain                                                        |                                                                       |                                                                       |
| 1975      | Brad Drewett                                                          |                                                                       |                                                                       |
| 1976      | Ray Kelly                                                             | Jay Dilouie                                                           | 6-2, 6-4                                                              |
| 1977 jan  | Brad Drewett                                                          | Tim Wilkison                                                          | 6-4, 7-6                                                              |
| 1977 dec  | Ray Kelly                                                             |                                                                       |                                                                       |
| 1978      | Pat Serrett                                                           | Chris Johnstone                                                       | 6-4, 6-3                                                              |
| 1979      | Greg Whitecross                                                       | Craig Miller                                                          | 6-4, 6-3                                                              |
| 1980      | Craig Miller                                                          | Wally Masur                                                           | 7-6, 6-2                                                              |
| 1981      | Jorgen Windahl                                                        | Pat Cash                                                              | 6-4, 6-4                                                              |
| 1982      | Mark Kratzmann                                                        | Simon Youl                                                            | 6-4 6-4                                                               |
| 1983      | Stefan Edberg                                                         | Simon Youl                                                            | 6-3 7-5                                                               |
| 1984      | Mark Kratzmann                                                        | Patrick Flyn                                                          | 6-4 6-1                                                               |
| 1985      | Shane Barr                                                            | Stephen Furlong                                                       | 7-6, 6-7, 6-3                                                         |
| 1986      | Geen toernooi vanwege verplaatsing toernooi van december naar januari | Geen toernooi vanwege verplaatsing toernooi van december naar januari | Geen toernooi vanwege verplaatsing toernooi van december naar januari |
| 1987      | Jason Stoltenberg                                                     | Todd Woodbridge                                                       | 6-2, 7-6                                                              |
| 1988      | Johan Anderson                                                        | Andrew Florent                                                        | 7-5, 7-6                                                              |
| 1989      | Nicklas Kulti                                                         | Todd Woodbridge                                                       | 6-2, 6-0                                                              |
| 1990      | Dirk Dier                                                             | Leander Paes                                                          | 6-4, 7-6                                                              |
| 1991      | Thomas Enqvist                                                        | Stephen Gleeson                                                       | 7-6, 6-7, 6-1                                                         |
| 1992      | Grant Doyle                                                           | Brian Dunn                                                            | 6-2, 6-0                                                              |
| 1993      | James Baily                                                           | Steven Downs                                                          | 6-3, 6-2                                                              |
| 1994      | Ben Ellwood                                                           | Andrew Ilie                                                           | 5-7, 6-3, 6-3                                                         |
| 1995      | Nicolas Kiefer                                                        | Lee Jong-min                                                          | 6-4, 6-4                                                              |
| 1996      | Björn Rehnquist                                                       | Mathias Hellstrom                                                     | 2-6, 6-2, 7-5                                                         |
| 1997      | Daniel Elsner                                                         | Wesley Whitehouse                                                     | 7-6, 6-2                                                              |
| 1998      | Julien Jeanpierre                                                     | Andreas Vinciguerra                                                   | 4-6, 6-4, 6-3                                                         |
| 1999      | Kristian Pless                                                        | Michail Joezjny                                                       | 6-4, 6-3                                                              |
| 2000      | Andy Roddick                                                          | Mario Ančić                                                           | 7-6, 6-3                                                              |
| 2001      | Janko Tipsarević                                                      | Jimmy Wang                                                            | 3-6, 7-5, 6-0                                                         |
| 2002      | Clément Morel                                                         | Todd Reid                                                             | 6-4, 6-4                                                              |
| 2003      | Marcos Baghdatis                                                      | Florin Mergea                                                         | 6-4, 6-4                                                              |
| 2004      | Gaël Monfils                                                          | Josselin Ouanna                                                       | 6-0, 6-3                                                              |
| 2005      | Donald Young                                                          | Kim Sun-yong                                                          | 6-2, 6-4                                                              |
| 2006      | Alexandre Sidorenko                                                   | Nick Lindah                                                           | 6-3, 7-6(4)                                                           |
| 2007      | Brydan Klein                                                          | Jonathan Eysseric                                                     | 6–2, 4–6, 6–1                                                         |
| 2008      | Bernard Tomic                                                         | Yang Tsung-hua                                                        | 4–6, 7–6(5), 6–0                                                      |
| 2009      | Yuki Bhambri                                                          | Alexandros Georgoudas                                                 | 6–3, 6–1                                                              |
| 2010      | Tiago Fernandes                                                       | Sean Berman                                                           | 7–5, 6–3                                                              |
| 2011      | Jiří Veselý                                                           | Luke Saville                                                          | 6–0, 6–3                                                              |
| 2012      | Luke Saville                                                          | Filip Peliwo                                                          | 6–3, 5–7, 6–4                                                         |
| 2013      | Nick Kyrgios                                                          | Thanasi Kokkinakis                                                    | 7–6(4), 6–3                                                           |
| 2014      | Alexander Zverev                                                      | Stefan Kozlov                                                         | 6–3, 6–0                                                              |
| 2015      | Roman Safioellin                                                      | Hong Seong-chan                                                       | 7–5, 7–6(2)                                                           |
| 2016      | Oliver Anderson                                                       | Jurabek Karimov                                                       | 6-2, 1-6, 6-1                                                         |
| 2017      | Zsombor Piros                                                         | Yshai Oliel                                                           | 4–6, 6–4, 6–3                                                         |
| 2018      | Sebastian Korda                                                       | Tseng Chun-hsin                                                       | 7–6(6), 6–4                                                           |
| 2019      | Lorenzo Musetti                                                       | Emilio Nava                                                           | 4–6, 6–2, 7–6(14-12)                                                  |
| 2020      | Harold Mayot                                                          | Arthur Cazaux                                                         | 6–4, 6–1                                                              |
| 2021      | Geen juniorentoernooi vanwege de coronapandemie                       | Geen juniorentoernooi vanwege de coronapandemie                       | Geen juniorentoernooi vanwege de coronapandemie                       |
| 2022      | Bruno Kuzuhara                                                        | Jakub Menšík                                                          | 7–6(4), 6–7(6), 7–5                                                   |
| 2023      | Alexander Blockx                                                      | Learner Tie                                                           | 6-1, 2-6, 7-6(11-9)                                                   |
| 2024      | Rei Sakamoto                                                          | Jan Kumstát                                                           | 3-6, 7-6(2), 7-5                                                      |
| 2025      | Henry Bernet                                                          | Benjamin Willwerth                                                    | 6-3, 6-4                                                              |

### Meisjesenkelspel
| Jaar      | Winnares                                                              | Verliezend finaliste                                                  | Uitslag                                                               |
| --------- | --------------------------------------------------------------------- | --------------------------------------------------------------------- | --------------------------------------------------------------------- |
| 1930      | Emily Hood                                                            |                                                                       |                                                                       |
| 1931      | Joan Hartigan                                                         |                                                                       |                                                                       |
| 1932      | Nancy Lewis                                                           |                                                                       |                                                                       |
| 1933      | Nancy Lewis                                                           |                                                                       |                                                                       |
| 1934      | May Blick                                                             |                                                                       |                                                                       |
| 1935      | Thelma Coyne                                                          | Nancye Wynne                                                          | 6-4 6-2                                                               |
| 1936      | Thelma Coyne                                                          |                                                                       |                                                                       |
| 1937      | Margaret Wilson                                                       |                                                                       |                                                                       |
| 1938      | Joyce Wood                                                            |                                                                       |                                                                       |
| 1939      | Joyce Wood                                                            |                                                                       |                                                                       |
| 1940      | Joyce Wood                                                            | G. Fischer                                                            | 6-2 6-1                                                               |
| 1941–1945 | Geen toernooi wegens de Tweede Wereldoorlog                           | Geen toernooi wegens de Tweede Wereldoorlog                           | Geen toernooi wegens de Tweede Wereldoorlog                           |
| 1946      | Shirley Grant                                                         | Norma Reid                                                            | 6-3 6-0                                                               |
| 1947      | Joan Tuckfield                                                        |                                                                       |                                                                       |
| 1948      | Beryl Penrose                                                         |                                                                       |                                                                       |
| 1949      | Judy Warnock                                                          |                                                                       |                                                                       |
| 1950      | Barbara McIntyre                                                      |                                                                       |                                                                       |
| 1951      | Mary Carter                                                           |                                                                       |                                                                       |
| 1952      | Mary Carter                                                           |                                                                       |                                                                       |
| 1953      | Jenny Staley                                                          |                                                                       |                                                                       |
| 1954      | Betty Holstein                                                        |                                                                       |                                                                       |
| 1955      | Betty Holstein                                                        |                                                                       |                                                                       |
| 1956      | Lorraine Coghlan                                                      |                                                                       |                                                                       |
| 1957      | Margot Rayson                                                         |                                                                       |                                                                       |
| 1958      | Jan Lehane                                                            | Betty Holstein                                                        | 7-5, 6-1                                                              |
| 1959      | Jan Lehane                                                            | Margaret Smith                                                        | 6-1, 6-0                                                              |
| 1960      | Lesley Turner                                                         | Margaret Smith                                                        |                                                                       |
| 1961      | Robyn Ebbern                                                          | Fay Toyne                                                             | 4-6, 8-6, 6-0                                                         |
| 1962      | Robyn Ebbern                                                          | Madonna Schacht                                                       | 6-4, 6-3                                                              |
| 1963      | Robyn Ebbern                                                          | Kaye Dening                                                           | 7-5, 6-3                                                              |
| 1964      | Kaye Dening                                                           |                                                                       |                                                                       |
| 1965      | Kerry Melville                                                        | Helen Gourlay                                                         | 6-1, 6-1                                                              |
| 1966      | Karen Krantzcke                                                       |                                                                       |                                                                       |
| 1967      | Alexis Kenny                                                          |                                                                       |                                                                       |
| 1968      | Lesley Hunt                                                           |                                                                       |                                                                       |
| 1969      | Lesley Hunt                                                           |                                                                       |                                                                       |
| 1970      | Evonne Goolagong                                                      |                                                                       |                                                                       |
| 1971      | Patricia Coleman                                                      |                                                                       |                                                                       |
| 1972      | Patricia Coleman                                                      |                                                                       |                                                                       |
| 1973      | Chris O'Neil                                                          |                                                                       |                                                                       |
| 1974      | Jenny Walker                                                          |                                                                       |                                                                       |
| 1975      | Sue Barker                                                            | Chris O'Neil                                                          | 6-2, 7-6                                                              |
| 1976      | Sue Saliba                                                            | Jennifer Fenwick                                                      | 2-6, 6-3, 6-4                                                         |
| 1977 jan  | Pamela Bailey                                                         | Amanda Tobin                                                          | 6-2, 6-3                                                              |
| 1977 dec  | Amanda Tobin                                                          | Leanne Harrison                                                       | 6-1, 6-2                                                              |
| 1978      | Elizabeth Little                                                      | Susan Leo                                                             | 6-1, 6-2                                                              |
| 1979      | Anne Minter                                                           | Susan Leo                                                             | 6-4, 6-3                                                              |
| 1980      | Anne Minter                                                           | Elizabeth Sayers                                                      | 6-4, 6-2                                                              |
| 1981      | Anne Minter                                                           | Corinne Vanier                                                        | 6-4, 6-2                                                              |
| 1982      | Amanda Brown                                                          | Pascale Paradis                                                       | 6-3, 6-4                                                              |
| 1983      | Amanda Brown                                                          | Bernadette Randall                                                    | 7-6, 6-3                                                              |
| 1984      | Annabel Croft                                                         | Helena Dahlstrom                                                      | 6-0, 6-1                                                              |
| 1985      | Jenny Byrne                                                           | Louise Field                                                          | 6-1, 6-3                                                              |
| 1986      | Geen toernooi vanwege verplaatsing toernooi van december naar januari | Geen toernooi vanwege verplaatsing toernooi van december naar januari | Geen toernooi vanwege verplaatsing toernooi van december naar januari |
| 1987      | Michelle Jaggard                                                      | Nicole Provis                                                         | 6-2, 6-4                                                              |
| 1988      | Jo-Anne Faull                                                         | Emmanuelle Derly                                                      | 6-4, 6-4                                                              |
| 1989      | Kimberly Kessaris                                                     | Weronika Baszak                                                       | 6-1, 6-2                                                              |
| 1990      | Magdalena Maleeva                                                     | Louise Stacey                                                         | 7-5, 6-7, 6-1                                                         |
| 1991      | Nicole Pratt                                                          | Weronika Baszak                                                       | 6-4, 6-3                                                              |
| 1992      | Joanne Limmer                                                         | Lindsay Davenport                                                     | 7-5, 6-2                                                              |
| 1993      | Heike Rusch                                                           | Andrea Glass                                                          | 6-1, 6-2                                                              |
| 1994      | Trudi Musgrave                                                        | Barbara Schett                                                        | 4-6, 6-4, 6-2                                                         |
| 1995      | Siobhan Drake-Brockman                                                | Annabel Ellwood                                                       | 6-3, 4-6, 7-5                                                         |
| 1996      | Magdalena Grzybowska                                                  | Nathalie Dechy                                                        | 6-1, 4-6, 6-1                                                         |
| 1997      | Mirjana Lučić                                                         | Marlene Weingärtner                                                   | 6-2, 6-2                                                              |
| 1998      | Jelena Kostanić                                                       | Wynne Prakusya                                                        | 6-0, 7-5                                                              |
| 1999      | Virginie Razzano                                                      | Katarína Bašternáková                                                 | 6-1, 6-1                                                              |
| 2000      | Victoria Jiménez Kasintseva                                           | María José Martínez Sánchez                                           | 6-2, 3-6, 6-2                                                         |
| 2001      | Jelena Janković                                                       | Sofia Arvidsson                                                       | 6-2, 6-1                                                              |
| 2002      | Barbora Strýcová                                                      | Maria Sjarapova                                                       | 6-0, 7-5                                                              |
| 2003      | Barbora Strýcová                                                      | Viktorija Koetoezova                                                  | 0–6, 6–2, 6–2                                                         |
| 2004      | Shahar Peer                                                           | Nicole Vaidišová                                                      | 6–1, 6–4                                                              |
| 2005      | Viktoryja Azarenka                                                    | Ágnes Szávay                                                          | 6–2, 6–2                                                              |
| 2006      | Anastasija Pavljoetsjenkova                                           | Caroline Wozniacki                                                    | 1–6, 6–2, 6–3                                                         |
| 2007      | Anastasija Pavljoetsjenkova                                           | Madison Brengle                                                       | 7–6(6), 7–6(3)                                                        |
| 2008      | Arantxa Rus                                                           | Jessica Moore                                                         | 6–3, 6–4                                                              |
| 2009      | Ksenija Pervak                                                        | Laura Robson                                                          | 6–3, 6–1                                                              |
| 2010      | Karolína Plíšková                                                     | Laura Robson                                                          | 6–1, 7–6(5)                                                           |
| 2011      | An-Sophie Mestach                                                     | Monica Puig                                                           | 6–4, 6–2                                                              |
| 2012      | Taylor Townsend                                                       | Joelija Poetintseva                                                   | 6–1, 3–6, 6–3                                                         |
| 2013      | Ana Konjuh                                                            | Kateřina Siniaková                                                    | 6–3, 6–4                                                              |
| 2014      | Jelizaveta Koelitsjkova                                               | Jana Fett                                                             | 6–2, 6–1                                                              |
| 2015      | Tereza Mihalíková                                                     | Katie Swan                                                            | 6–1, 6–4                                                              |
| 2016      | Vera Lapko                                                            | Tereza Mihalíková                                                     | 6–3, 6–4                                                              |
| 2017      | Marta Kostjoek                                                        | Rebeka Masarova                                                       | 7–5, 1–6, 6–4                                                         |
| 2018      | Liang En-shuo                                                         | Clara Burel                                                           | 6–3, 6–4                                                              |
| 2019      | Clara Tauson                                                          | Leylah Fernandez                                                      | 6–4, 6–3                                                              |
| 2020      | Victoria Jiménez Kasintseva                                           | Weronika Baszak                                                       | 5–7, 6–2, 6–2                                                         |
| 2021      | Geen juniorentoernooi vanwege de coronapandemie                       | Geen juniorentoernooi vanwege de coronapandemie                       | Geen juniorentoernooi vanwege de coronapandemie                       |
| 2022      | Petra Marčinko                                                        | Sofia Costoulas                                                       | 7–5, 6–1                                                              |
| 2023      | Alina Kornejeva                                                       | Mirra Andrejeva                                                       | 6–7(2), 6–4, 7–5                                                      |
| 2024      | Renáta Jamrichová                                                     | Emerson Jones                                                         | 6–4, 6–1                                                              |
| 2025      | Wakana Sonobe                                                         | Kristina Penickova                                                    | 6-0, 6-1                                                              |

### Jongensdubbelspel
| Jaar      | Winnaars                                                              | Verliezend finalisten                                                 | Uitslag                                                               |
| --------- | --------------------------------------------------------------------- | --------------------------------------------------------------------- | --------------------------------------------------------------------- |
| 1922      | L. Roche C. Grogan                                                    |                                                                       |                                                                       |
| 1923      | L. Roche Edgar Moon                                                   |                                                                       |                                                                       |
| 1924      | A. Berckelham Ray Dunlop                                              |                                                                       |                                                                       |
| 1925      | Jack Crawford Harry Hopman                                            |                                                                       |                                                                       |
| 1926      | Jack Crawford Harry Hopman                                            |                                                                       |                                                                       |
| 1927      | Jack Crawford Harry Hopman                                            |                                                                       |                                                                       |
| 1928      | Jack Crawford C. Whiteman                                             |                                                                       |                                                                       |
| 1929      | Bill Walker Colin Cropper                                             |                                                                       |                                                                       |
| 1930      | Adrian Quist Don Turnbull                                             |                                                                       |                                                                       |
| 1931      | Jack Purcell Bert Tonkin                                              |                                                                       |                                                                       |
| 1932      | Adrian Quist Len Schwartz                                             |                                                                       |                                                                       |
| 1933      | Jack Purcell Bert Tonkin                                              |                                                                       |                                                                       |
| 1934      | Neil Ennis Colin McKenzie                                             |                                                                       |                                                                       |
| 1935      | John Bromwich Arthur Huxley                                           |                                                                       |                                                                       |
| 1936      | John Gilchrist Henry Lindo                                            |                                                                       |                                                                       |
| 1937      | John Bromwich Dinny Pails                                             |                                                                       |                                                                       |
| 1938      | Bill Sidwell Dinny Pails                                              |                                                                       |                                                                       |
| 1939      | Roy Felan Harold Impey                                                |                                                                       |                                                                       |
| 1940      | Dinny Pails Bill Edwards                                              |                                                                       |                                                                       |
| 1941–1945 | Geen toernooi wegens de Tweede Wereldoorlog                           | Geen toernooi wegens de Tweede Wereldoorlog                           | Geen toernooi wegens de Tweede Wereldoorlog                           |
| 1946      | Frank Herringe George Worthington                                     |                                                                       |                                                                       |
| 1947      | Allan Kendall Rex Hartwig                                             |                                                                       |                                                                       |
| 1948      | Don Candy Ken McGregor                                                |                                                                       |                                                                       |
| 1949      | Clive Wilderspin John Blacklock                                       |                                                                       |                                                                       |
| 1950      | Lew Hoad Ken Rosewall                                                 |                                                                       |                                                                       |
| 1951      | Lew Hoad Ken Rosewall                                                 |                                                                       |                                                                       |
| 1952      | Lew Hoad Ken Rosewall                                                 |                                                                       |                                                                       |
| 1953      | Bill Gilmour Warren Woodcock                                          |                                                                       |                                                                       |
| 1954      | Malcolm Anderson Roy Emerson                                          |                                                                       |                                                                       |
| 1955      | Gerry Moss Mike Green                                                 |                                                                       |                                                                       |
| 1956      | Bob Mark Paul Hearnden                                                |                                                                       |                                                                       |
| 1957      | Rod Laver Frank Gorman                                                |                                                                       |                                                                       |
| 1958      | Martin Mulligan Bob Hewitt                                            |                                                                       |                                                                       |
| 1959      | Butch Buchholz José Luis Arilla                                       |                                                                       |                                                                       |
| 1960      | Greg Hughes Jim Shepherd                                              |                                                                       |                                                                       |
| 1961      | John Newcombe Rodney Brent                                            |                                                                       |                                                                       |
| 1962      | Bill Bowrey Geoff Knox                                                |                                                                       |                                                                       |
| 1963      | John Cotterill Robert Brien                                           |                                                                       |                                                                       |
| 1964      | Stanley Matthews Graham Stilwell                                      |                                                                       |                                                                       |
| 1965      | John Walker Terry Musgrave                                            |                                                                       |                                                                       |
| 1966      | Pat McCumstie Robert Layton                                           |                                                                       |                                                                       |
| 1967      | Sven Ginman John Bartlett                                             |                                                                       |                                                                       |
| 1968      | Phil Dent Bill Lloyd                                                  |                                                                       |                                                                       |
| 1969      | Neil Higgins John James                                               |                                                                       |                                                                       |
| 1970      | Allan McDonald Greg Perkins                                           |                                                                       |                                                                       |
| 1971      | John Marks Michael Phillips                                           |                                                                       |                                                                       |
| 1972      | Bill Durham Steve Myers                                               |                                                                       |                                                                       |
| 1973      | Terry Saunders Graham Thoroughgood                                    |                                                                       |                                                                       |
| 1974      | David Carter Trevor Little                                            |                                                                       |                                                                       |
| 1975      | Glenn Busby Warren Maher                                              |                                                                       |                                                                       |
| 1976      | Charlie Fancutt Peter McCarthy                                        |                                                                       |                                                                       |
| 1977 jan  | Phil Davies Peter Smylie                                              |                                                                       |                                                                       |
| 1977 dec  | Ray Kelly Graham Thams                                                |                                                                       |                                                                       |
| 1978      | Michael Fancutt Bill Gilmour Jr.                                      |                                                                       |                                                                       |
| 1979      | Michael Fancutt Greg Whitecross                                       |                                                                       |                                                                       |
| 1980      | Craig Miller Wally Masur                                              |                                                                       |                                                                       |
| 1981      | David Lewis Tony Withers                                              |                                                                       |                                                                       |
| 1982      | Brendan Burke Mark Hartnett                                           |                                                                       |                                                                       |
| 1983      | Jamie Harty Desmond Tyson                                             | Darren Cahill Anthony Lane                                            | 3-6, 6-4, 6-3                                                         |
| 1984      | Mike Baroch Mark Kratzmann                                            | Brett Custer David Macpherson                                         | 6-2, 5-7, 7-5                                                         |
| 1985      | Brett Custer David Macpherson                                         | Petr Korda Cyril Suk                                                  | 7-5, 6-2                                                              |
| 1986      | Geen toernooi vanwege verplaatsing toernooi van december naar januari | Geen toernooi vanwege verplaatsing toernooi van december naar januari | Geen toernooi vanwege verplaatsing toernooi van december naar januari |
| 1987      | Jason Stoltenberg Todd Woodbridge                                     | Shane Barr Bryan Roe                                                  | 6–2, 6–4                                                              |
| 1988      | Jason Stoltenberg Todd Woodbridge                                     | Johan Anderson Richard Fromberg                                       | 6-3, 6-2                                                              |
| 1989      | Richard Fromberg Todd Woodbridge                                      | Andrew Kratzmann Jamie Morgan                                         | 6-4, 6-2                                                              |
| 1990      | Roger Pettersson Mårten Renström                                      | Robert Janecek Ernesto Munoz de Cote                                  | 4-6, 7-6, 6-1                                                         |
| 1991      | Grant Doyle Joshua Eagle                                              | James Holmes Paul Kilderry                                            | 7-6, 6-4                                                              |
| 1992      | Grant Doyle Brad Sceney                                               | Lex Carrington Jason Thompson                                         | 6–4, 6–4                                                              |
| 1993      | Lars Rehmann Christian Tambue                                         | Scott Humphries Jimmy Jackson                                         | 6-7, 7-5, 6-2                                                         |
| 1994      | Ben Ellwood Mark Philippoussis                                        | Jamie Delgado Roman Kukal                                             | 4-6, 6-2, 6-1                                                         |
| 1995      | Luke Bourgeois Lee Jong-min                                           | Nicolas Kiefer Ulrich Jasper Seetzen                                  | 6-2, 6-1                                                              |
| 1996      | Daniele Bracciali Jocelyn Robichaud                                   | Bob Bryan Mike Bryan                                                  | 3-6, 6-3, 6-3                                                         |
| 1997      | David Sherwood James Trotman                                          | Jaco van der Westhuizen Wesley Whitehouse                             | 7-6, 6-3                                                              |
| 1998      | Jérôme Haehnel Julien Jeanpierre                                      | Mirko Pehar Lovro Zovko                                               | 6-3, 6-3                                                              |
| 1999      | Jürgen Melzer Kristian Pless                                          | Ladislav Chramosta Michal Navratil                                    | 6-7, 6-3, 6-0                                                         |
| 2000      | Nicolas Mahut Tommy Robredo                                           | Tres Davis Andy Roddick                                               | 6-2, 5-7, 11-9                                                        |
| 2001      | Ytai Abougzir Luciano Vitullo                                         | Frank Dancevic Giovanni Lapentti                                      | 6-4, 7-6                                                              |
| 2002      | Ryan Henry Todd Reid                                                  | Florin Mergea Horia Tecău                                             | forfait                                                               |
| 2003      | Scott Oudsema Phillip Simmonds                                        | Florin Mergea Horia Tecău                                             | 6–4, 6–4                                                              |
| 2004      | Brendan Evans Scott Oudsema                                           | David Galić David Jeflea                                              | 6–1, 6–1                                                              |
| 2005      | Kim Sun-yong Chu-Huan Yi                                              | Thiemo de Bakker Donald Young                                         | 6–3, 6–4                                                              |
| 2006      | Błażej Koniusz Grzegorz Panfil                                        | Kellen Damico Nathaniel Schnugg                                       | 7–6(5), 6–3                                                           |
| 2007      | Graeme Dyce Harri Heliövaara                                          | Stephen Donald Rupesh Roy                                             | 6–2, 6–7(4), 6–3                                                      |
| 2008      | Hsieh Cheng-peng Yang Tsung-hua                                       | Yang Tsung-hua César Ramírez                                          | 3–6, 7–5, [10–5]                                                      |
| 2009      | Francis Casey Alcantara Hsieh Cheng-peng                              | Michail Birjoekov Yasutaka Uchiyama                                   | 6–4, 6–2                                                              |
| 2010      | Justin Eleveld Jannick Lupescu                                        | Kevin Krawietz Dominik Schulz                                         | 6–4, 6–4                                                              |
| 2011      | Filip Horanský Jiří Veselý                                            | Ben Wagland Andrew Whittington                                        | 6–4, 6–4                                                              |
| 2012      | Liam Broady Joshua Ward-Hibbert                                       | Adam Pavlásek Filip Veger                                             | 6–3, 6–2                                                              |
| 2013      | Jay Andrijic Bradley Mousley                                          | Maximilian Marterer Lucas Miedler                                     | 6–3, 7–6(3)                                                           |
| 2014      | Lucas Miedler Bradley Mousley                                         | Quentin Halys Johan-Sébastien Tatlot                                  | 6–4, 6–3                                                              |
| 2015      | Jake Delaney Marc Polmans                                             | Hubert Hurkacz Alex Molčan                                            | 0–6, 6–2, [10–8]                                                      |
| 2016      | Alex de Minaur Blake Ellis                                            | Lukáš Klein Patrik Rikl                                               | 3–6, 7–5, [12–10]                                                     |
| 2017      | Hsu Yu-hsiou Zhao Lingxi                                              | Finn Reynolds Duarte Vale                                             | 6–7(8), 6–4, [10–5]                                                   |
| 2018      | Hugo Gaston Clément Tabur                                             | Rudolf Molleker Henri Squirein                                        | 6–2, 6–2                                                              |
| 2019      | Jonáš Forejtek Dalibor Svrčina                                        | Cannon Kingsley Emilio Nava                                           | 7–6(5), 6–4                                                           |
| 2020      | Nicholas David Ionel Leandro Riedi                                    | Mikołaj Lorens Kārlis Ozoliņš                                         | 6–7(8), 7–5, [10–4]                                                   |
| 2021      | Geen juniorentoernooi vanwege de coronapandemie                       | Geen juniorentoernooi vanwege de coronapandemie                       | Geen juniorentoernooi vanwege de coronapandemie                       |
| 2022      | Bruno Kuzuhara Coleman Wong                                           | Alex Michelsen Adolfo Daniel Vallejo                                  | 6–3, 7–6(3)                                                           |
| 2023      | Learner Tien Cooper Williams                                          | Alexander Blockx João Fonseca                                         | 6-4, 6-4                                                              |
| 2024      | Maxwell Exsted Cooper Woestendick                                     | Petr Brunclík Viktor Frydrych                                         | 6-3, 7-5                                                              |
| 2025      | Maxwell Exsted Jan Kumstát                                            | Ognjen Milić Egor Pleshivtsev                                         | 7-6, 6-3                                                              |

### Meisjesdubbelspel
| Jaar      | Winnaressen                                                           | Verliezend finalistes                                                 | Uitslag                                                               |
| --------- | --------------------------------------------------------------------- | --------------------------------------------------------------------- | --------------------------------------------------------------------- |
| 1930      | Emily Hood Nell Hall                                                  |                                                                       |                                                                       |
| 1931      | Emily Hood Sadie Moon                                                 |                                                                       |                                                                       |
| 1932      | Florrie Francisco Joyce Williams                                      |                                                                       |                                                                       |
| 1933      | Gwen Stevenson Dorothy Stevenson                                      |                                                                       |                                                                       |
| 1934      | Enid Chrystal Edna McColl                                             |                                                                       |                                                                       |
| 1935      | Dorothy Stevenson Nancye Wynne                                        |                                                                       |                                                                       |
| 1936      | Mary Carter Margaret Wilson                                           |                                                                       |                                                                       |
| 1937      | Ida Webb Joan Prior                                                   |                                                                       |                                                                       |
| 1938      | Joyce Wood Alison Burton                                              |                                                                       |                                                                       |
| 1939      | Joyce Wood Alison Burton                                              |                                                                       |                                                                       |
| 1940      | Joyce Wood Alison Burton                                              |                                                                       |                                                                       |
| 1941–1945 | Geen toernooi wegens de Tweede Wereldoorlog                           | Geen toernooi wegens de Tweede Wereldoorlog                           | Geen toernooi wegens de Tweede Wereldoorlog                           |
| 1946      | Helen Utz Nancy Reid                                                  |                                                                       |                                                                       |
| 1947      | Veronica Linehan Shirley Jackson                                      |                                                                       |                                                                       |
| 1948      | Beverley Bligh Gloria Blair                                           |                                                                       |                                                                       |
| 1949      | Beryl Penrose J. Robbins                                              |                                                                       |                                                                       |
| 1950      | Pam Southcombe Carmen Borelli                                         |                                                                       |                                                                       |
| 1951      | Jennifer Staley Margaret Wallis                                       |                                                                       |                                                                       |
| 1952      | Mary Carter Barbara Warby                                             |                                                                       |                                                                       |
| 1953      | Mary Carter Warren Woodcock                                           |                                                                       |                                                                       |
| 1954      | Beth Jones Betty Holstein                                             |                                                                       |                                                                       |
| 1955      | Betty Orton Pat Parmenter                                             |                                                                       |                                                                       |
| 1956      | Sheila Armstrong Lorraine Coghlan                                     |                                                                       |                                                                       |
| 1957      | Margot Rayson Vale Roberts                                            |                                                                       |                                                                       |
| 1958      | Betty Orton Jan Lehane                                                |                                                                       |                                                                       |
| 1959      | Jan Lehane Dawn Robberds                                              |                                                                       |                                                                       |
| 1960      | Dawn Robberds Lesley Turner                                           |                                                                       |                                                                       |
| 1961      | Robyn Ebbern Madonna Schacht                                          |                                                                       |                                                                       |
| 1962      | Heather Ross Jill Starr                                               |                                                                       |                                                                       |
| 1963      | Trish McClenaughan Gail Sherriff                                      |                                                                       |                                                                       |
| 1964      | Kaye Dening Helen Gourlay                                             |                                                                       |                                                                       |
| 1965      | Helen Gourlay Kerry Melville                                          |                                                                       |                                                                       |
| 1966      | Karen Krantzcke Patricia Turner                                       |                                                                       |                                                                       |
| 1967      | Susan Alexander Caroline Cooper                                       |                                                                       |                                                                       |
| 1968      | Lesley Hunt Vicki Lancaster                                           |                                                                       |                                                                       |
| 1969      | Patricia Edwards Evonne Goolagong                                     |                                                                       |                                                                       |
| 1970      | Janet Fallis Janet Young                                              |                                                                       |                                                                       |
| 1971      | Patricia Edwards Janice Whyte                                         |                                                                       |                                                                       |
| 1972      | Sally Irvine Pam Whytcross                                            |                                                                       |                                                                       |
| 1973      | Jenny Dimond Dianne Fromholtz                                         |                                                                       |                                                                       |
| 1974      | Nerida Gregory Julia Hanrahan                                         |                                                                       |                                                                       |
| 1975      | Dianne Evers Nerida Gregory                                           |                                                                       |                                                                       |
| 1976      | Jan Morton Jan Wilton                                                 |                                                                       |                                                                       |
| 1977 jan  | Kerryn Pratt Amanda Tobin                                             |                                                                       |                                                                       |
| 1977 dec  | Kerryn Pratt Amanda Tobin                                             |                                                                       |                                                                       |
| 1978      | Debbie Freeman Kathy Mantle                                           |                                                                       |                                                                       |
| 1979      | Linda Cassell Susan Leo                                               |                                                                       |                                                                       |
| 1980      | Anne Minter Miranda Yates                                             |                                                                       |                                                                       |
| 1981      | Maree Booth Sharon Hodgkin                                            |                                                                       |                                                                       |
| 1982      | Annette Gulley Kim Staunton                                           |                                                                       |                                                                       |
| 1983      | Bernadette Randall Kim Staunton                                       | Jenny Byrne Janine Thompson                                           | 3-6, 6-3, 6-3                                                         |
| 1984      | Louise Field Larisa Savtsjenko                                        | Jackie Masters Michelle Parun                                         | 7-6, 6-2                                                              |
| 1985      | Jenny Byrne Janine Thompson                                           | Sally McCann Alison Scott                                             | 6-0, 6-3                                                              |
| 1986      | Geen toernooi vanwege verplaatsing toernooi van december naar januari | Geen toernooi vanwege verplaatsing toernooi van december naar januari | Geen toernooi vanwege verplaatsing toernooi van december naar januari |
| 1987      | Ann Devries Nicole Provis                                             | Genevieve Dwyer Danielle Jones                                        | 6-3, 6-1                                                              |
| 1988      | Jo-Anne Faull Rachel McQuillan                                        | Kate McDonald Rennae Stubbs                                           | 6-1, 7-5                                                              |
| 1989      | Andrea Strnadová Eva Švíglerová                                       | Nicole Pratt Angie Woolcock                                           | 6-2, 6-0                                                              |
| 1990      | Rona Mayer Limor Zaltz                                                | Justine Hodder Matilda Mutavdzic                                      | 6-4, 6-4                                                              |
| 1991      | Karina Habšudová Barbara Rittner                                      | Joanne Limmer Angie Woolcock                                          | 6-2, 6-0                                                              |
| 1992      | Lindsay Davenport Nicole London                                       | Maija Avotins Joanne Limmer                                           | 6-2, 7-5                                                              |
| 1993      | Joana Manta Ludmila Richterová                                        | Åsa Carlsson Cătălina Cristea                                         | 6-3, 6-2                                                              |
| 1994      | Corina Morariu Ludmila Varmužová                                      | Yvette Basting Alexandra Schneider                                    | 7-5, 2-6, 7-5                                                         |
| 1995      | Corina Morariu Ludmila Varmužová                                      | Saori Obata Nami Urabe                                                | 6-1, 6-2                                                              |
| 1996      | Michaela Paštiková Jitka Schönfeldová                                 | Volha Barabansjtsjikava Mirjana Lučić                                 | 6-1, 6-3                                                              |
| 1997      | Mirjana Lučić Jasmin Wöhr                                             | Cho Yoon-jeong Shiho Hisamatsu                                        | 6-2, 6-2                                                              |
| 1998      | Evie Dominikovic Alicia Molik                                         | Leanne Baker Rewa Hudson                                              | 6-3, 3-6, 6-2                                                         |
| 1999      | Eléni Daniilídou Virginie Razzano                                     | Natalie Grandin Nicole Rencken                                        | 6-1, 6-1                                                              |
| 2000      | Anikó Kapros Christina Wheeler                                        | Lauren Barnikow Erin Burdette                                         | 6-3, 7-6                                                              |
| 2001      | Petra Cetkovská Barbora Strýcová                                      | Anna Bastrikova Svetlana Koeznetsova                                  | 7-6, 1-6, 6-4                                                         |
| 2002      | Gisela Dulko Angelique Widjaja                                        | Svetlana Koeznetsova Matea Mezak                                      | 6-2, 5-7, 6-4                                                         |
| 2003      | Casey Dellacqua Adriana Szili                                         | Petra Cetkovská Barbora Strýcová                                      | 6-3, 4-4, opg.                                                        |
| 2004      | Chan Yung-jan                                                         | Veronika Chvojková Nicole Vaidišová                                   | 7-5, 6-3                                                              |
| 2005      | Viktoryja Azarenka Marina Erakovic                                    | Nikola Fraňková Ágnes Szávay                                          | 6-0, 6-2                                                              |
| 2006      | Sharon Fichman Anastasija Pavljoetsjenkova                            | Alizé Cornet Corinna Dentoni                                          | 6-2, 6-2                                                              |
| 2007      | Jevgenia Rodina Arina Rodionova                                       | Julia Cohen Urszula Radwańska                                         | 2-6, 6-3, 6-1                                                         |
| 2008      | Ksenia Lykina Anastasija Pavljoetsjenkova                             | Elena Bogdan Misaki Doi                                               | 6-0, 6-4                                                              |
| 2009      | Christina McHale Ajla Tomljanović                                     | Aleksandra Krunić Sandra Zaniewska                                    | 6-1, 2-6, [10-4]                                                      |
| 2010      | Jana Čepelová Chantal Škamlová                                        | Tímea Babos Gabriela Dabrowski                                        | 7-6(1), 6-2                                                           |
| 2011      | An-Sophie Mestach Demi Schuurs                                        | Eri Hozumi Miyu Kato                                                  | 6-2, 6-3                                                              |
| 2012      | Gabrielle Andrews Taylor Townsend                                     | Irina Chromatsjova Danka Kovinić                                      | 5-7, 7-5, [10-6]                                                      |
| 2013      | Ana Konjuh Carol Zhao                                                 | Oleksandra Korashvili Barbora Krejčíková                              | 5-7, 6-4, [10-7]                                                      |
| 2014      | Anhelina Kalinina Jelizaveta Koelitsjkova                             | Katie Boulter Ivana Jorović                                           | 6-4, 6-2                                                              |
| 2015      | Miriam Kolodziejová Markéta Vondroušová                               | Katharina Hobgarski Greet Minnen                                      | 7-5, 6-4                                                              |
| 2016      | Anna Kalinskaja Tereza Mihalíková                                     | Dajana Jastremska Anastasia Zarycká                                   | 6-1, 6-1                                                              |
| 2017      | Bianca Andreescu Carson Branstine                                     | Maja Chwalińska Iga Świątek                                           | 6-1, 7-6                                                              |
| 2018      | Liang En-shuo Wang Xinyu                                              | Violet Apisah Lulu Sun                                                | 7-6, 4-6, [10-5]                                                      |
| 2019      | Natsumi Kawaguchi Adrienn Nagy                                        | Chloe Beck Matilda Mutavdzic                                          | 6-4, 6-4                                                              |
| 2020      | Alexandra Eala Priska Madelyn Nugroho                                 | Živa Falkner Matilda Mutavdzic                                        | 6–1, 6–2                                                              |
| 2021      | Geen juniorentoernooi vanwege de coronapandemie                       | Geen juniorentoernooi vanwege de coronapandemie                       | Geen juniorentoernooi vanwege de coronapandemie                       |
| 2022      | Clervie Ngounoue Diana Sjnajder                                       | Kayla Cross Victoria Mboko                                            | 6–4, 6–3                                                              |
| 2023      | Renáta Jamrichová Federica Urgesi                                     | Hayu Kinoshita Sara Saito                                             | 7-6(5), 1-6, [10-7]                                                   |
| 2024      | Tyra Caterina Grant Iva Jovic                                         | Julie Paštiková Julia Stusek                                          | 6–3, 6–1                                                              |
| 2025      | Annika Penickova Kristina Penickova                                   | Emerson Jones Hannah Klugman                                          | 6–4, 6–2                                                              |